# Mosè
Mosè (in latino Moyses; Moisè in italiano arcaico; in ebraico: משֶׁה, standard Moshé, tiberiense Mōšeh; greco: Mωϋσῆς, Mōysễs; in arabo موسىٰ‎?, Mūsā; in copto: Ⲙⲱⲥⲛ, Mōsē; ge'ez: ሙሴ, Musse) è un patriarca presente nell'Antico Testamento, figura centrale per le tre religioni abramitiche.
Il testo biblico spiega il nome "Mosè", come una derivazione dalla radice משה, collegata al campo semantico dell'"estrarre dall'acqua", in Esodo 2,10. Si suggerisce in questo versetto che il nome sia collegato all'"estrarre dall'acqua" in un senso passivo, Mosè sarebbe "colui che è stato estratto dall'acqua". Altri, prendendo le distanze da questa tradizione, fanno derivare il nome dalla stessa radice, ma con un senso attivo: "colui che estrae", nel senso di "salvatore, liberatore" (di fatto, nel testo masoretico la parola è vocalizzata come un participio attivo, non passivo). Nella lingua egizia, Mosè potrebbe significare fanciullo o anche figlio o discendente, come nei nomi propri Thutmose (Dhwty-ms), "figlio di Toth", o Ramose (R-ms-sw), "figlio di Ra".
Secondo la tradizione, Mosè nacque dagli israeliti Amram e Iochebed, scampato alla persecuzione voluta dal Faraone, venne salvato dalla figlia di quest'ultimo ed educato alla corte egizia. Fuggì da lei a seguito d'un omicidio commesso ai danni di un sorvegliante e si ritirò nel paese di Madian, dove sposò Sefora, figlia del sacerdote Ietro. Secondo la Bibbia nei pressi del monte Oreb ricevette la chiamata di Dio e, tornato in Egitto, affrontò il Faraone chiedendo la liberazione del popolo d'Israele dalla schiavitù; il Faraone accoglierà la sua proposta solo a seguito delle dieci piaghe d'Egitto, ultima delle quali la morte dei primogeniti egizi. Accampatosi con i suoi nei pressi di Yam Suf (Mare di Giunco), Mosè, su indicazione divina, divise le acque del mare permettendo al suo popolo di attraversarlo e sommergendo infine l'esercito faraonico corso ad inseguirli. Dopo tre mesi di viaggio il profeta raggiunse il monte Sinai dove ricevette le Tavole della Legge e punì il suo popolo per aver adorato un vitello d'oro. Giunto nei pressi della terra promessa, dopo 40 anni di dura marcia, Mosè morì sul monte Nebo prima di entrarvi. Nei Vangeli sinottici appare, insieme ad Elia, accanto a Gesù durante la Trasfigurazione sul Monte Tabor.
È considerato una figura fondamentale dell'Ebraismo, del Cristianesimo, dell'Islam, del Bahaismo, del Rastafarianesimo e di molte altre religioni. Fu per gli ebrei il rabbino per antonomasia (Moshé Rabbenu, Mosè il nostro maestro), e tanto per gli ebrei quanto per i cristiani egli fu la guida del popolo ebraico secondo il racconto biblico dell'Esodo; per i musulmani, invece, Mosè fu innanzitutto uno dei profeti dell'Islam la cui rivelazione originale, tuttavia, andò perduta. Per gli ebrei è il più grande profeta mai esistito, per i cristiani colui che ricevette la legge divina, per gli islamici uno dei maggiori predecessori di Maometto. È il profeta più citato nel Nuovo Testamento e una delle figure religiose più citate nell'intero Corano.
La sua storia è narrata, oltre che nelle Sacre Scritture, anche nella letteratura dell'antico Egitto, nel Midrash, nel De Vita Mosis di Filone di Alessandria, nei testi di Giuseppe Flavio. Mosè è venerato come santo dalla Chiesa cattolica che lo commemora il 4 settembre.

## Descrizione

### Contesto storico
La figura di Mosè e l'avvenimento biblico dell'Esodo non possiedono, per gli studiosi, alcun rilievo storico, ma vanno considerati come un racconto religioso che integra vari elementi anche di epoche diverse.
Se alcuni autori antichi - fra cui Giuseppe Flavio e Manetone, sostenitori della teoria dell'Esodo Antico - ritennero di datare gli episodi dell'Esodo con la cacciata degli hyksos, i faraoni semiti allontanati dall'Egitto da Ahmose (circa 1550-1525 a.C.), gli studiosi moderni tendono a datare la vicenda nel Nuovo Regno egizio, essendo la cacciata degli hyksos soltanto un termine ante quem, in quanto questo popolo indoeuropeo avrebbe introdotto il carro da guerra, poi utilizzato anche dai Faraoni del Nuovo Regno egizio, e in particolare nel XIII secolo a.C., cioè a cavallo tra i regni di Ramses II e del suo successore Merenptah.

### Fonti bibliche

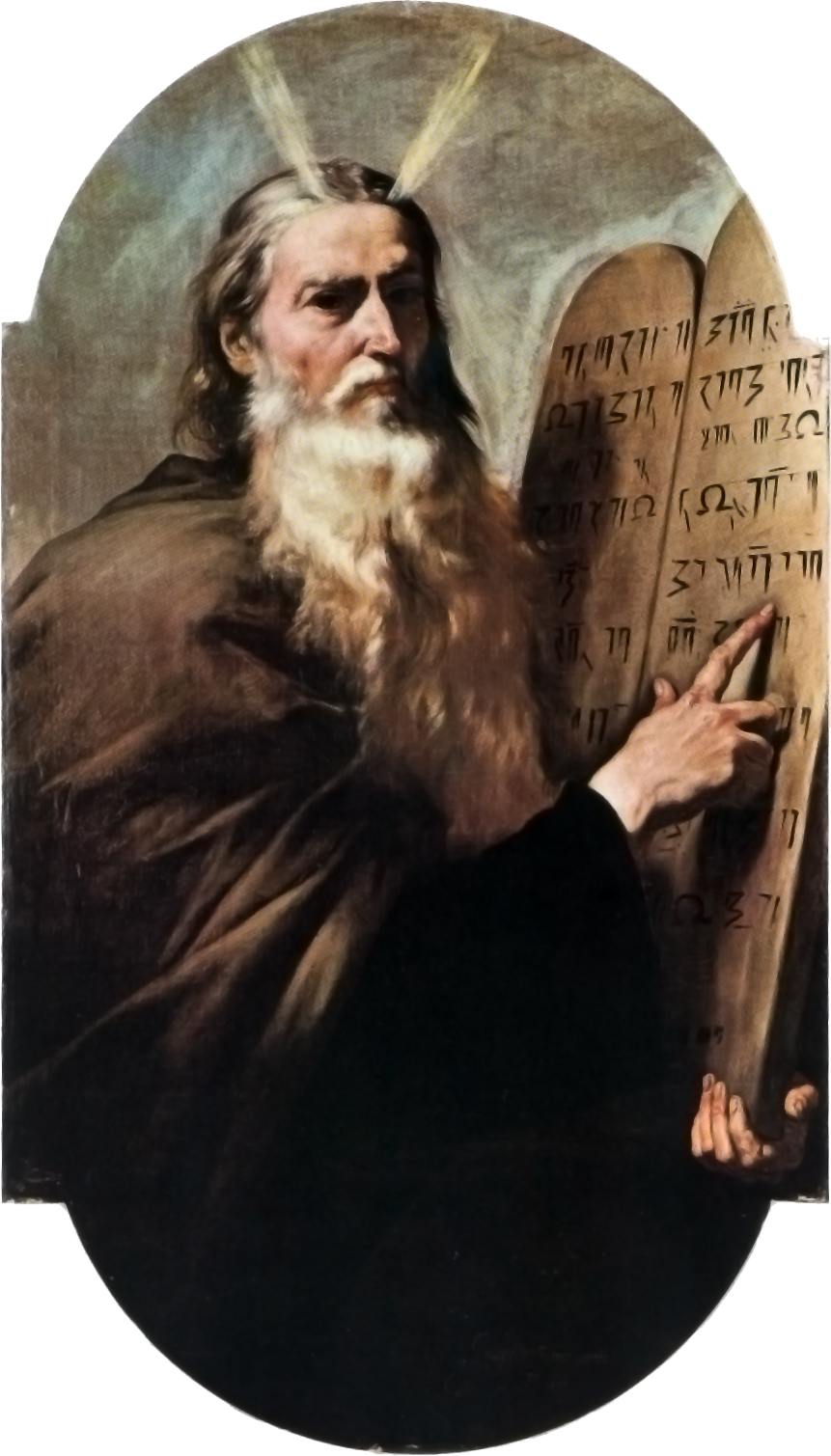
Mosè di Jose de Ribera (1638), Museo nazionale di San Martino, Napoli.

I cinque libri della Torah (o Pentateuco nella Bibbia cristiana) furono definiti anche "libri di Mosè" perché la tradizione ebraica e cristiana li ritenne per secoli da lui scritti. Il Talmud ammette che soltanto gli ultimi otto versetti del Deuteronomio, ossia il racconto della morte di Mosè (Dt 34, 1-8), non siano opera del profeta ma sarebbero stati scritti da Giosuè. Anche la tradizione cristiana si conformò a questa opinione, come risulta da alcune affermazioni di Gesù (Gv 1,45; Gv 5,45-47) e dell'apostolo Paolo (Rm 10, 5).
Tuttavia studi più recenti dimostrarono che i libri della Torah furono in realtà il frutto di un lungo lavoro collettivo che sarebbe iniziato, secondo la teoria più accreditata (nota come ipotesi documentale), nel primo periodo del Regno di Giuda nel X secolo a.C. (tradizione jahvista). A seguito della distruzione del Regno d'Israele nell'VIII secolo a.C. da parte degli Assiri, il suo bagaglio culturale e religioso (tradizione Elohista) sarebbe confluito a Giuda ed assorbito nei testi jahvisti. Si giunse ad una prima redazione organica soltanto nel secolo successivo ad opera di alcuni sacerdoti del Tempio di Gerusalemme (tradizione Deuteronomista) nell'epoca di poco precedente la cattività babilonese, sotto il regno di Giosia, per enfatizzare le proprie caratteristiche religiose. La redazione definitiva della Torah sarebbe però avvenuta all'epoca del ritorno in Giudea dei deportati dell'esilio babilonese nel V secolo a.C., ad opera dei sacerdoti del Secondo Tempio (tradizione Sacerdotale), cui si attribuisce l'intera stesura del Levitico.
I libri della Torah (eccetto la Genesi) hanno il profeta Mosè come assoluto protagonista:
- Il Libro dell'Esodo, dal greco uscita, narra l'oppressione del popolo israelita, la successiva persecuzione dei nascituri voluta dal faraone, il concepimento e la salvezza del neonato Mosè, allevato dalla figlia del sovrano e divenuto profeta a séguito della chiamata divina. Descrive lo scontro col nuovo faraone, le piaghe d'Egitto e l'esodo attraverso il mare, concludendosi con la Legge sul monte Sinai e le varie norme di vita comunitaria.
- Il Levitico non narra episodi della vita di Mosè ma questi è comunque protagonista del libro; a lui Dio affida le norme riguardanti i rituali, i sacrifici e le varie cerimonie.
- Il Libro dei Numeri riprende il filo della storia interrotto dal Levitico, descrivendo il cammino di Israele nel deserto che lo separava dalla terra promessa, a partire dal monte Sinai fino alle soglie di Canaan, dopo un soggiorno di quarant'anni a Kades.
- Il Deuteronomio presenta tre discorsi di Mosè, il quale, prima di morire, ricorda al popolo gli avvenimenti passati e riprende con accenti nuovi la Legge già definita nell'Esodo. Il libro si conclude con il racconto della successione di Giosuè e della morte del profeta sul monte Nebo.
- Vari brani successivi, in particolare nei Salmi, ricordano al popolo d'Israele i prodigi accaduti al tempo di Mosè[17].

### Fonti extra-bibliche
Scritti non biblici con riferimento al ruolo di Mosè compaiono per la prima volta nel periodo ellenistico, dal 323 a.C. al 146 a.C. circa. Oltre agli storici giudeo-romani o giudeo-ellenistici Artapano, Eupolemo, Giuseppe Flavio e Filone, fanno riferimento a lui anche alcuni storici non ebrei tra cui Ecateo di Abdera (citato da Diodoro Siculo), Strabone, Alessandro Poliistore, Manetone, Apione, Cheremone di Alessandria, Pompeo Trogo, Tacito e Porfirio. Non è nota la misura in cui questi resoconti si basino su fonti precedenti.
Nel suo libello Contro Apione (fine del I secolo d.C.), lo storico ebraico Giuseppe Flavio cita l'opera sulla storia egiziana (Aegyptiaca, andata perduta) dell'astrologo e storico Manetone (vissuto nel periodo tolemaico, IV o III secolo a.C.) in cui parla di Osarseph, un sacerdote rinnegato del culto del dio Osiride che si ribattezzò Mosè e, alla testa di un esercito di lebbrosi, prese il potere in Egitto ed instaurò una nuova religione, distruggendo culti e templi locali, fino a quando il faraone Amenophis (identificato in Amenofi III) lo scacciò insieme ai suoi seguaci verso la Palestina. La medesima storia fu poi ripresa con alcune varianti dagli storici ellenistici anti-giudaici Lisimaco (vissuto nel I secolo a.C.), Apione e Cheremone (entrambi del I secolo d.C.). Il particolare che distingue la versione di Lisimaco è l'ambientazione della vicenda al tempo del faraone Boccori (VIII secolo a.C.), versione della storia che sarà ripresa anche dallo storico romano Tacito.
Mosè appare anche in altri testi religiosi ebraici come la Mishnah (200 d.C. circa) e il Midrash (200–1200 d.C.).

## Il Mosè biblico

### Caratteristiche personali

#### Nome
Secondo i testi biblici, il nome Mosè significherebbe salvato dalle acque a ricordo del suo miracoloso ritrovamento nel Nilo e difatti l'ebraico Moshè ha un'assonanza col verbo che significa trar fuori, benché tutt'oggi la maggioranza degli studiosi preferisce credere che il nome derivi dalla radice egizia Moses, che significa figlio di o generato da come possiamo ad esempio vedere negli egizi Thutmosis (figlio di Thot) o Ramses (figlio di Ra). In linea con questa tesi e mancando il nome del padre Mosè significa semplicemente bambino quale vezzeggiativo di figlio.
- L'interpretazione classica del Midrash identifica Mosè come uno dei sette personaggi biblici chiamati con diversi nomi[25]. Gli altri nomi di Mosè erano difatti: Jekuthiel (per sua madre), Heber (per suo padre), Jered (per Miriam), Avi Zanoah (per Aronne), Avi Soco (per la sua balia), Shemaiah ben Nethanel (per il popolo d'Israele). A Mosè sono anche attribuiti i nomi di Toviah (quale primo nome) e Levi (quale nome di famiglia), Mechoqeiq (da legislatore) ed Ehl Gav Ish.
- Il nome egizio Moses che significa, come già detto, figlio o protetto da fu dato al profeta dalla figlia del faraone, quando venne ritrovato dalla stessa sulle rive del fiume. Il nome prese poi il significato di trarre fuori solo in seguito, quando Mosè liberò il popolo attraverso le acque del Mar Rosso. Anche Giuseppe Flavio cita quest'etimologia.
- Alcuni studiosi ebrei nel medioevo ipotizzarono che il nome di Mosè fosse in realtà stato tradotto dagli autori della Bibbia da un termine egizio che significasse trarre fuori.
- Secondo la tradizione islamica, il suo nome, Mūsā, deriverebbe da due parole egizie: Mu che significa acqua e sha che significa giunco o albero, per il fatto che la sua cesta rimase incastrata fra i giunchi presso la casa del faraone.

#### Legami familiari
Della tribù di Levi, Mosè era figlio di Amram e sua zia Yochebed, entrambi dello stesso casato; Yochebed sposò il nipote - essendo figlia di Levi, il figlio di Giacobbe - anche se tale narrazione crea un anacronismo riguardante Mosè, che avrebbe così dovuto nascere una quarantina di anni dopo l'arrivo degli Ebrei in Egitto. I fratelli di Mosè erano Aronne, di tre anni più grande, e Miriam (o Maria) della quale ignoriamo l'età, benché sappiamo sia la maggiore, avendo seguito il fratello nascituro quando questi era stato abbandonato dalla madre lungo le rive del Nilo.
A Madian, Mosè sposò Zippora (o Sefora) figlia del sacerdote Ietro, dalla quale ebbe due figli: Gherson (il cui nome significa immigrato poiché nato in terra straniera) ed Eliezer. Il libro dei Numeri cita una moglie etiope di Mosè, che alcuni esegeti ipotizzano sia Zippora stessa, riferendosi il termine ebraico Kushita (cioè etiope) anche ad una tribù di Madian, mentre altri esegeti non concordano ritenendoli due personaggi diversi, anche in considerazione delle varie tradizioni intrecciatesi sulla famiglia di Mosè e sotto meglio precisate. Giuseppe Flavio, erede della tradizione ebraica, narra a tal proposito l'episodio della guerra di Mosè, ancora capitano egizio, in Etiopia dove sposò Tharbis, sorella del re nemico, stipulando in tal modo con lui la pace.
L'analisi dei legami famigliari di Mosè evidenzia delle difficoltà, visto l'intrecciarsi di più tradizioni bibliche in contraddizione; notano gli studiosi della École biblique et archéologique française (i curatori della Bibbia di Gerusalemme) che "i testi non sono d'accordo sul nome e la persona del suocero di Mosè. Abbiamo qui [Es2,18] Reuèl, sacerdote di Madian; in 3,1; 4,18; 18,1 si chiama Ietro; Nm10,29 parla di Obab, figlio di Reuèl, il Madianita; Gdc1,16; 4,11 di Obab il Kenita. [...] Di fatto le due tradizioni su un matrimonio kenita e un matrimonio madianita sono concorrenti e non bisogna cercare di conciliarle. La prima, originaria della Palestina del sud, riflette l'esistenza di legami amichevoli tra Giuda e i Keniti, conservando il ricordo del matrimonio di Mosè con una straniera. La seconda è più strettamente legata all'uscita dall'Egitto" e anche gli studiosi dell'interconfessionale Bibbia TOB ritengono che "le diverse tradizioni danno al suocero di Mosè nomi differenti, senza cercare di armonizzarli".

#### Formazione socio-culturale
Mosè, adottato dalla figlia del faraone, entrò a far parte della corte, dove venne senza dubbio educato alla sapienza degli egizi, come ricorda anche Stefano negli Atti degli apostoli. Il profeta conosceva dunque dettagliatamente il futuro nemico, i suoi usi e i suoi costumi, l'Esodo ci riferisce inoltre che egli era un uomo assai stimato in Egitto «agli occhi dei ministri, del faraone e del popolo». E a tal proposito potremmo ricordare il già citato episodio della guerra d'Etiopia, nella quale Mosè si distinse come generale abile e valoroso.
Scappato a Madian, conobbe le usanze dei popoli del deserto, le vie carovaniere e, secondo alcuni, cercando acqua potabile, anche una serie di fenomeni che permettevano di attraversare le acque del mar Rosso, rimanendone illesi.

#### Tratti psicologici
Molto complessa: potente e irrequieta, mansueta e nobile, fra il leggendario e il reale. Dirà Mircea Eliade «la sua biografia e i tratti della sua personalità ci sfuggono completamente. Per il semplice fatto che egli è divenuto una figura carismatica e leggendaria, la sua vita si uniforma al modello di tanti eroi».
Mosè è presentato sin dai primi capitoli come un uomo coraggioso, deciso a difendere i più deboli: affronta dapprima un sorvegliante egizio per salvare uno schiavo, e poi un gruppo di pastori che scacciavano alcune fanciulle da un pozzo. Benché presentato come una figura eroica, Mosè non sfugge a momenti di paura, si copre il volto dinanzi al roveto ardente «perché aveva paura», fugge quando il bastone si trasforma in serpente, cerca perfino di evitare il ritorno in Egitto e l'incontro col faraone poiché «impacciato di bocca e di lingua», rifiutando la proposta divina e dicendo perfino «Perdonami Signore mio, manda chi vuoi mandare!».
Tornato in Egitto però Mosè dimostra un gran coraggio alla corte del faraone, sfidando apertamente il sovrano e infuriandosi con lui a causa della sua ostinazione. Il profeta infonde coraggio agli israeliti durante il passaggio del mar Rosso e durante la peregrinazione nel deserto, facendosi portavoce fra l'uomo e Dio, chiedendo a quest'ultimo il cibo e l'acqua per il suo popolo. È un uomo mansueto, paziente col suo popolo, benché non esente da forti momenti d'ira, come quando punì gli israeliti a seguito dell'adorazione del vitello d'oro.
È presentato dalla Bibbia come un condottiero esemplare, severo con un popolo di dura cervice, pronto a punire e a perdonare, una figura che rimase impressa nel cuore degli israeliti per il suo particolare carisma tanto che essi dopo secoli lo ricordavano ancora come un uomo di straordinarie capacità non è più sorto in Israele un profeta come Mosè.

### Biografia

#### Nascita e giovinezza

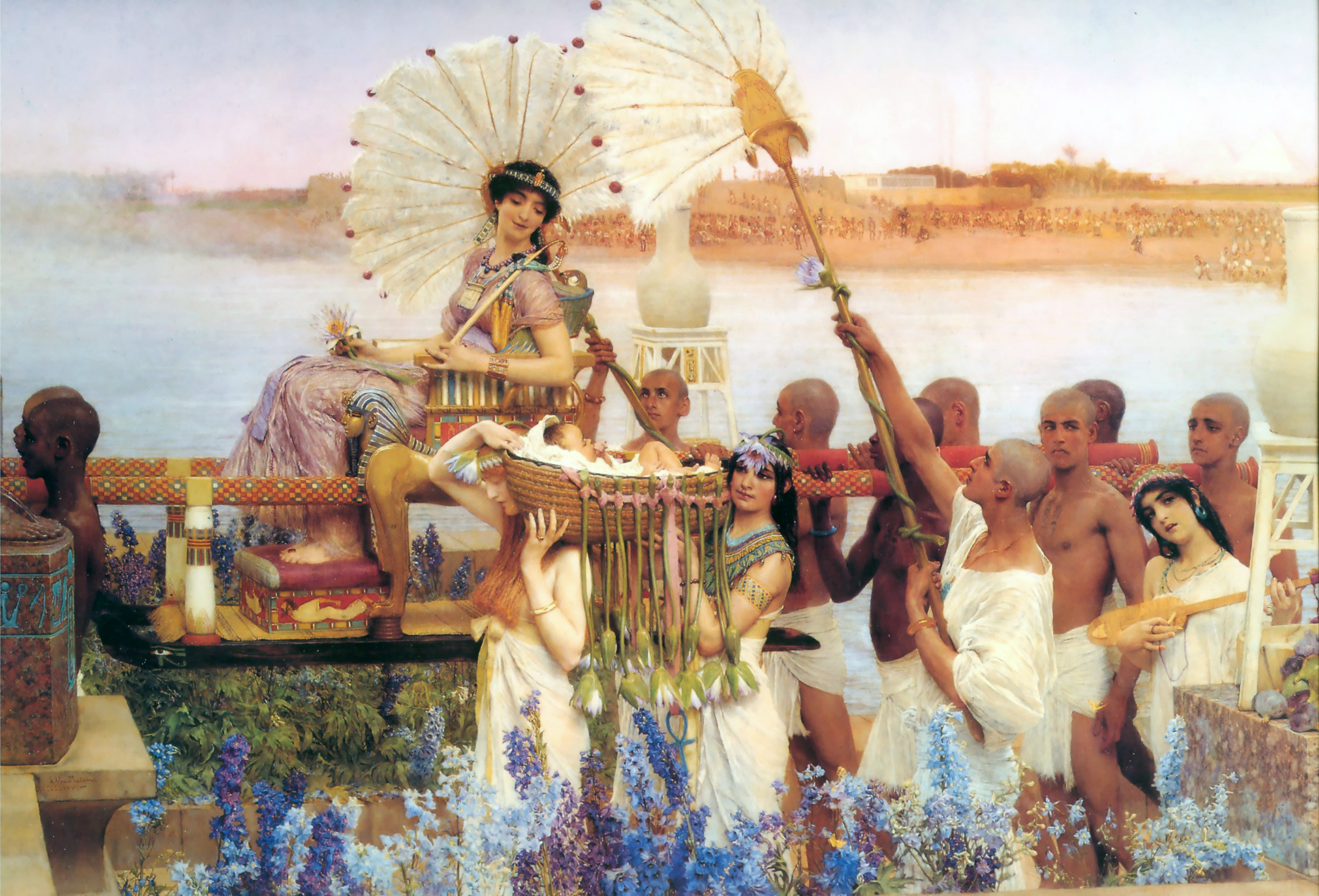
La figlia del faraone trova Mosè, di Lawrence Alma-Tadema.

Nato da Yochebed e Amram, il piccolo Mosè venne nascosto in un cesto dalla madre a soli tre mesi di vita, e deposto sulle rive del Nilo per essere salvato dalla persecuzione voluta dal faraone. Infatti il faraone aveva detto al suo popolo: «Ecco che il popolo dei figli d'Israele è più numeroso e più forte di noi. Prendiamo provvedimenti nei suoi riguardi per impedire che aumenti, altrimenti, in caso di guerra, si unirà ai nostri avversari, combatterà contro di noi e poi partirà dal paese». Impose quindi agli Ebrei i lavori forzati per opprimerli. Ma il popolo ebreo continuava a aumentare così il re d'Egitto disse alle levatrici degli Ebrei di uccidere i figli maschi degli Ebrei, ma le levatrici non lo fecero. Allora il faraone diede quest'ordine a tutto il suo popolo: «Ogni figlio maschio che nascerà agli Ebrei, lo getterete nel Nilo, ma lascerete vivere ogni figlia». Dalle acque del Nilo, Mosè fu raccolto dalla figlia del sovrano che, commossa dal pianto del bambino, decise di adottarlo come suo figlio, affidandolo, su invito di Miriam, sorella del neonato, alla madre naturale affinché lo nutrisse.
Il tema della nascita di Mosè, anche secondo studiosi cristiani, si colloca tra le "narrazioni dell'infanzia di uomini famosi", sia reali che mitologici, ovvero "storie di nascita e giovinezza che sono state plasmate in retrospettiva dopo che i soggetti erano diventati famosi". La Bibbia TOB evidenzia in tal senso: "l'epopea che si raccontava in Oriente intorno a Sargon di Akkad, grande conquistatore mesopotamico del sec. XXV a.C", anch'egli partorito di nascosto dalla madre e abbandonato nel fiume in una cesta di canne, sottolineando inoltre come "questo racconto era ancora ricopiato in Egitto poco prima dell’epoca dell’Esodo. Se è potuto servire come quadro per la tradizione relativa a Mosè, è perché si è voluto mettere il liberatore di Israele a livello dei grandi personaggi della storia". Concordemente, anche il "Nuovo Grande Commentario Biblico" richiama l'epopea di Sargon di Akkad e sottolinea, inoltre, un'altra narrazione antecedente a quella mosaica: "un mito egizio dice che la dea Iside nascose suo figlio Horus, appena nato, in una macchia di papiro del delta per salvarlo dalla morte minacciata da Seth"; anche Rudolf Bultmann ritiene vi siano delle tradizioni più antiche e comuni dietro le narrazioni della strage dei primogeniti ebrei nella storia di Mosè e della strage degli innocenti comandata da Erode dopo la nascita di Gesù.
Cresciuto alla corte egizia ed educato alla sua cultura (come successivamente accadrà anche a Daniele presso Nabucodonosor in Babilonia) Mosè si recò un giorno al cantiere degli israeliti dove, difendendo uno schiavo, uccise senza farsi vedere il sorvegliante che lo percuoteva ma, nascosto il corpo di questi nella sabbia, scoprì che l'omicidio era risaputo quando cercò di fermare la lite fra due schiavi. Ricercato dal faraone abbandonò l'Egitto e fuggì, attraverso il deserto, nella terra di Madian.

#### Esilio a Madian
Fermatosi presso un pozzo, Mosè incontrò le sette figlie di Ietro, sacerdote di Madian, e le difese dall'assalto di alcuni pastori prepotenti. Le giovani, grate al loro difensore, lo presentarono al padre che lo invitò a rimanere con loro. A Madian, Mosè divenne pastore al servizio del sacerdote e ne sposò una delle figlie, Sefora (o Zippora), dalla quale ebbe due maschi: Gherson ed Eliezer.

Portando ai pascoli del monte Oreb le greggi, Mosè fu attratto dal meraviglioso prodigio d'un roveto che ardeva ma non si consumava; da questi giunse una voce che gli ordinava di togliersi i sandali perché calpestava una terra sacra, rivelandosi poi come il Dio dei patriarchi d'Israele che, avendo ascoltato il grido degli schiavi, aveva deciso di liberarli e condurli in una terra «dove scorre latte e miele». Mosè, ricevuto l'ordine di essere guida degli israeliti, rifiutò dapprima, per paura, l'incarico, chiedendo quale fosse il nome di Dio e come avrebbe potuto convincere il suo popolo che lui stesso l'aveva mandato per riscattarli. 

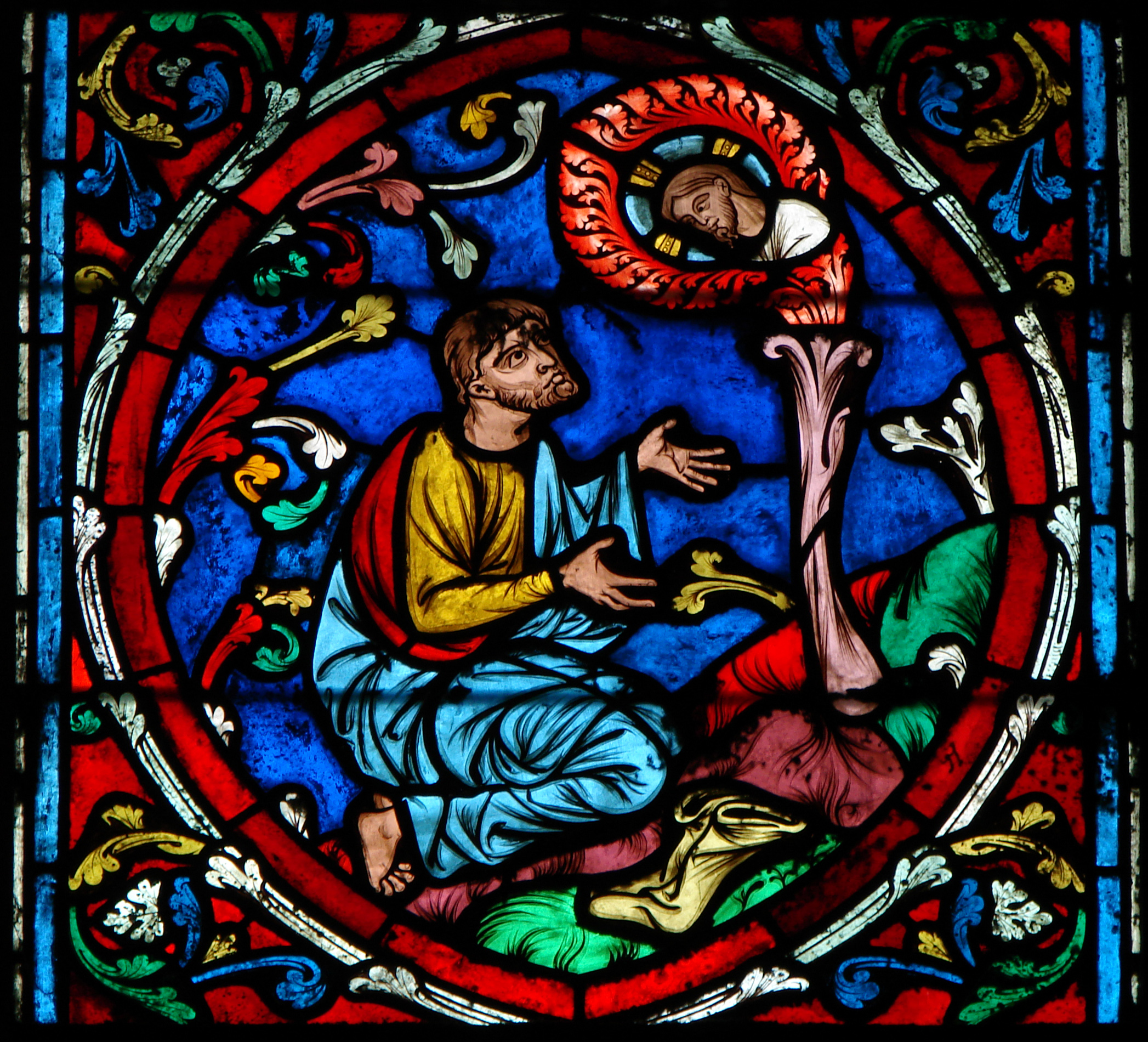
Mosè e il roveto ardente, vetrata di Notre-Dame, Parigi

«Io sono colui che sono» fu la risposta proveniente dal roveto, che indicò inoltre al profeta i segni da dare agli israeliti: il suo bastone si tramutò in serpente, la mano divenne lebbrosa, l'acqua si trasformò in sangue. Tormentato dall'angoscia, Mosè rispose di non essere in grado di parlare in presenza del faraone poiché impacciato; Dio dichiarò dunque di affiancargli il fratello Aronne affinché lo assistesse e parlasse al suo posto nei momenti di difficoltà.
Tornato da Ietro, Mosè narrò ciò che era accaduto e chiese il permesso di partire con la moglie ed il figlio verso l'Egitto, mentre secondo un'altra tradizione partì invece da solo. Un curioso incidente però turbò il suo viaggio: «nel luogo dove pernottava» fu colpito da un male che mise la sua vita in pericolo, segno di una sanzione celeste. La ragione che ne emerge è il fatto che egli aveva ritardato, per suo figlio e forse anche per sé, il rito della circoncisione, segno fisico dell'Alleanza stipulata da Dio con la stirpe di Abramo. Forse Mosè, diventato genero del sacerdote di Madian, si era limitato ad adeguarsi al costume madianita secondo il quale, come presso altri popoli vicini, questa pratica fungeva da rito di iniziazione che segnava l'accesso all'età nuziale ed era dunque riservata ai giovani giunti alle soglie dell'età adulta e non a neonati di otto giorni.
L'inserimento di questa non chiara vicenda nel racconto certamente invoca il rispetto rigoroso dei costumi in uso in Israele ai tempi della redazione definitiva del testo sacro, operata in ambiente sacerdotale e in seguito scrupolosamente adottata. La minaccia si allontana immediatamente non appena l'ordine viene ristabilito: fu la stessa Zippora a eseguire su Gherson l'operazione rituale e dopo a porre sul pene di Mosè il prepuzio del figlio, simulando la circoncisione per salvarlo dalla collera divina.
L'antico proscritto fece così ritorno in Egitto. Aronne ispirato a questo fine, gli andò incontro nel deserto e ne ricevette le istruzioni divine inerenti al suo ruolo di coadiutore.

#### Ritorno in Egitto
Radunati gli anziani d'Israele, a essi Mosè mostrò i prodigi del Signore e comunicò la sua intenzione di recarsi presso il faraone per chiedere la liberazione del proprio popolo. Recatosi col fratello in presenza del sovrano, chiese il permesso di ritirarsi nel deserto per tre giorni con gli schiavi così da sacrificare al loro Dio e onorarlo. Il faraone, in risposta alle loro richieste, ordinò ai suoi sorveglianti di duplicare il lavoro degli israeliti, facendo loro raccogliere la paglia per fabbricare i mattoni, che fino a poco prima veniva loro concessa dagli egizi stessi.
Oppressi dal maggior gravame, gli israeliti non riuscivano a portare a termine il lavoro, per questo i loro scribi vennero fustigati e percossi; ricevuta la punizione e non avendo ottenuto dal faraone la grazia d'uno sconto, rimproverarono aspramente Mosè e Aronne che avevano causato tutto ciò.
I leviti, su invito divino, si recarono nuovamente a corte mostrando in presenza del faraone e dei suoi ministri il prodigio del bastone tramutato in serpente. Questi, poco meravigliato dall'accaduto, ordinò ai suoi maghi di fare altrettanto, e così avvenne, se non che il bastone degli israeliti divorò quello degli stregoni egizi.

#### Liberatore del popolo d'Israele
Mosè si recò nuovamente dal faraone quando era ancora mattino e questi si rilassava presso il fiume Nilo. Mosè chiese la liberazione del suo popolo ma Dio aveva «indurito il cuore» del faraone - in modo che questo si ostinasse a non lasciar partire gli Israeliti e poter quindi colpire l'Egitto con le piaghe - e il sovrano rifiutò; allora Aronne colpì con il proprio bastone le acque del fiume, che si mutarono in sangue: i pesci morirono, e il Nilo divenne fetido tanto che gli egizi non poterono più attingere acqua da esso. I maghi del faraone riuscirono però a compiere lo stesso prodigio e il sovrano tornò nel proprio palazzo senza dare ascolto a Mosè. Gli egizi scavarono dei pozzi nei dintorni del Nilo per attingere acqua da bere; la siccità durò sette giorni.
Aronne colpì dunque con il proprio bastone i fiumi, i canali e gli stagni d'Egitto e da essi cominciarono a uscire rane in numero infinito che si riversarono sulle case del faraone e dei suoi sudditi. I maghi riuscirono a compiere lo stesso prodigio. Il sovrano, spaventato, chiese a Mosè di far smettere tale piaga ma non appena questa fu scongiurata si ostinò e non diede ascolto alle parole del profeta.
Su ordine del Signore, Aronne percosse la polvere ed essa si mutò in zanzare che infestarono tutto il paese d'Egitto. I maghi questa volta non riuscirono nel loro intento ed essi stessi chiesero pietà al faraone poiché riconobbero in quei prodigi la mano di Dio. Il sovrano, il cui cuore continuava ad essere «indurito» dal Signore, rimase però saldo nelle proprie convinzioni. Il Signore mandò allora contro gli egizi una miriade di mosconi che invase le loro abitazioni. Il faraone, terrorizzato da tale evento, chiese perdono a Mosè e ad Aronne e ordinò loro di sacrificare in onore di Dio. I due però si rifiutarono perché durante le loro celebrazioni sarebbero stati uccisi alcuni animali sacri agli egizi. Il faraone permise loro di allontanarsi dall'Egitto per tre giorni. Non appena i mosconi sparirono il tiranno ordinò ai suoi soldati di ricondurre in schiavitù gli israeliti.
Di fronte a questo ennesimo rifiuto, una pestilenza uccise tutto il bestiame degli Egizi. Il bestiame degli Israeliti invece sopravvisse. Aronne e Mosè tornarono dal faraone portando fra le mani della fuliggine di fornace. Di fronte agli occhi del sovrano essi la gettarono in aria e questa produsse ulcere purulente sugli Egizi e sul loro bestiame. I maghi questa volta non riuscirono neppure a presentarsi di fronte al faraone.
La grandine si riversò sull'Egitto, sradicando gli alberi e le piante, colpendo gli Egizi e il loro bestiame. Anche questa volta il faraone si pentì per il suo comportamento ma, non appena la piaga fu scongiurata, continuò a percuotere gli schiavi israeliti. Il lino e l'orzo erano stati distrutti dalla grandine ma il grano e la spelta erano ancora integri.
Mosè e Aronne si recarono ancora dal faraone ma questi non voleva ascoltarli. Essi allora rivelarono gli ordini del Signore: questi avrebbe mandato, con un forte vento d'oriente, una miriade di cavallette che avrebbero divorato ciò che la grandine non aveva distrutto. Il faraone spaventato ordinò loro di partire, lasciando però in Egitto le donne e i bambini ma Mosè non acconsentì e venne quindi cacciato dal palazzo reale. Il giorno dopo le cavallette distrussero ogni raccolto.
Mosè stese dunque il bastone verso il cielo e, per tre giorni, il paese d'Egitto venne oscurato e le tenebre erano talmente dense che nessuno riusciva a muoversi. Il faraone fece chiamare Mosè ed Aronne e ordinò loro di partire, lasciando però in Egitto il proprio bestiame. I due profeti non acconsentirono e il sovrano, il cui cuore ancora una volta fu «indurito» dal Signore, cacciò via Mosè minacciando di ucciderlo.
Il Signore ordinò infine ai due leviti di prepararsi per un lungo viaggio poiché avrebbe mandato un'ultima piaga che avrebbe costretto il faraone a liberarli. Comandò inoltre di commemorare quel giorno nei secoli a venire attraverso la festa della Pesach

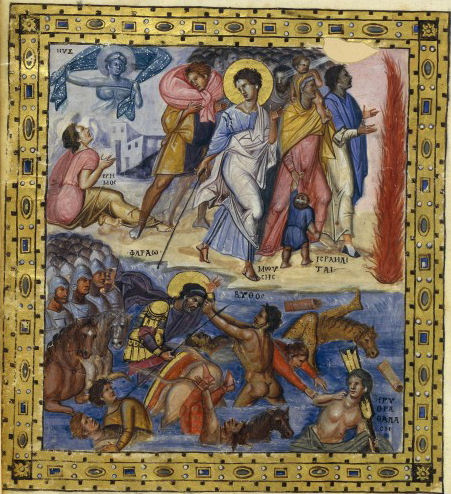
Il passaggio del Mar Rosso

Non appena l'angelo della morte, sceso sulla terra d'Egitto, avesse visto quel sangue d'agnello sarebbe passato avanti, riconoscendo in essa una casa israelita. Gli ebrei si radunarono nelle proprie abitazioni per festeggiare la festa della liberazione. Sulle loro tavole la carne d'agnello, il pane della fretta non lievitato, le erbe amare, a simboleggiare la sofferenza della schiavitù. Mentre questi cenavano, a mezzanotte la piaga si abbatté sugli egizi. Ogni primogenito morì, dal primogenito del faraone al primogenito di ogni suo servo. Il sovrano, addolorato dalla morte del figlio, ordinò agli ebrei di andar via e, per accelerare la loro partenza, li rifornì di oro e d'argento.
Partiti da Pi-Ramses, gli israeliti portavano con loro le spoglie di Giuseppe perché potessero riposare nella terra promessa come era stato promesso al patriarca prima della morte. Mosè, su indicazione divina, decise di non prendere la via più breve, denominata dei Filistei, poiché munita di fortini egizi. Continuò a proseguire per la via del deserto, verso il Mare di Giunco (tradizionalmente e forse erroneamente identificato col Mar Rosso). Secondo il libro dell'Esodo, Dio guidava il suo popolo, di giorno come una colonna di nube, di notte come una colonna di fuoco, per illuminare loro il passaggio.
Il faraone intanto si pentì di aver lasciato partire gli israeliti, e così anche i suoi ministri. Fece dunque preparare il proprio cocchio, si armò e radunò i propri soldati. Prese seicento carri da guerra fra i migliori con il terzo uomo sopra ciascuno di essi e raggiunse gli israeliti mentre essi si trovavano accampati presso il mare. Il profeta, incoraggiando il suo popolo, chiese soccorso al Signore e in quello stesso istante la colonna di fuoco, che guidava gli israeliti, si frappose fra loro e gli egizi, fermando così la carica di questi ultimi.
Mosè stese dunque il bastone sul mare e, in quello che forse è fra i racconti leggendari più famosi della Bibbia, le acque si divisero, formando così un muro a destra e a sinistra, con l'asciutto nel mezzo. Gli israeliti poterono così oltrepassare il mare e giungere all'altra riva, mentre gli egizi li inseguivano sui propri carri, finendo sommersi quando essi furono al sicuro. Non ci fu nessun superstite fra gli egizi. Secondo la tradizione islamica, il faraone, prima che le acque lo sommergessero, disse a Mosè che credeva a Dio, ma non si salvò perché le parole non erano sincere.

#### Dal Mar Rosso al monte Sinai
Nei pressi del deserto di Sur, dopo tre giorni di viaggio, Mosè ordinò di accamparsi presso la località di Mara essendosi esaurite le scorte d'acqua, lì però non fu possibile attingerne poiché era amara da bere. Mosè, su ordine divino, gettò sulla superficie del lago un arbusto miracoloso che ne rese bevibili le acque.
Il popolo, già stanco del duro cammino, si lamentò presso Mosè poiché erano finite anche le provviste di cibo. Il Signore, pietoso nei confronti degli israeliti, ordinò al profeta di annunciare che presto avrebbero trovato di che sfamarsi. Quella sera stessa uno stormo di quaglie, condotto lì da un forte vento, si fermò presso l'accampamento, divenendo facile preda per gli israeliti, che il mattino dopo, invece, trovarono sparsi per il campo piccoli chicchi di una strana sostanza resinosa, dal sapore di focaccia al miele. Mosè denominò quel cibo, Man hu, che significa cos'è?. Ordinò inoltre agli israeliti di raccoglierne in brocche, ogni famiglia secondo il proprio bisogno; ogni giorno avrebbero raccolto quel cibo, solo il sesto giorno dovevano prenderne in quantità doppia poiché il sabato era giorno di riposo ed era proibito lavorare. Coloro i quali, avendo temuto di non ricevere ciò che era stato promesso, raccolsero più cibo di quanto fosse necessario a sfamarsi per un giorno, vi trovarono dentro dei vermi.

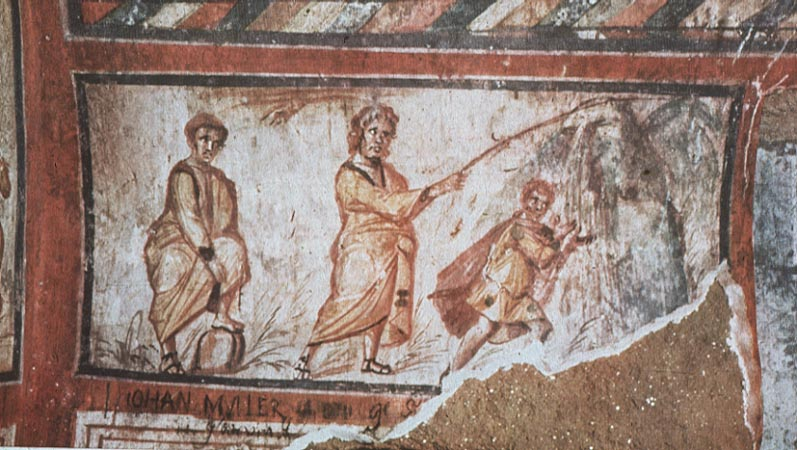
Mosè fa scaturire l'acqua dalla roccia

Allo stesso modo non appena le riserve d'acqua furono terminate, il Signore ordinò a Mosè, nella località di Refidim, di andare su un monte e ordinare alla roccia di sgorgare. Mosè tuttavia colpì due volte la roccia col suo bastone. Non appena la roccia venne battuta dalla verga del profeta, da essa sgorgò tutta l'acqua necessaria per gli israeliti.
Quel luogo venne chiamato Massa e Meriba che significa prova e protesta..
Mentre erano ancora accampati in quella località, gli Israeliti vennero attaccati dagli Amaleciti, una popolazione beduina proveniente dalla zona meridionale di Canaan. Mosè incaricò dunque Giosuè, suo futuro successore, di organizzare la difesa mentre lui sarebbe salito su un'altura lì vicina con Aronne e Cur per seguire i combattimenti dall'alto. Ogni volta che Mosè pregava, alzando le braccia e tenendo il bastone puntato verso il cielo, Israele vinceva mentre quando lo abbassava, perdeva. I combattimenti si prolungarono e il profeta riuscì a stento e grazie all'aiuto di Aronne e Cur a tenere le braccia alzate, permettendo così a Giosuè di vincere la battaglia e sconfiggere gli Amaleciti.
Gli israeliti giunsero infine, dopo tre mesi di cammino, ai piedi del monte Sinai dove si accamparono. In quei giorni Ietro, suocero di Mosè, si mise in viaggio per raggiungerlo. Fra le attività che Mosè svolgeva quotidianamente, la più impegnativa era senza dubbio quella di giudice e consigliere; egli sedeva in mezzo al popolo e chiunque avesse questioni da porre, si rivolgeva a lui che giudicava le contese e ascoltava i problemi del proprio popolo. Quest'attività era però molto faticosa, Ietro si rese subito conto che una persona sola non avrebbe potuto reggere a lungo un compito tanto gravoso e consigliò al genero di scegliere uomini saggi e onesti e di porli a capo di gruppi di cento, dieci, mille persone, così il popolo avrebbe trovato rapidamente qualcuno con cui consultarsi nel momento del bisogno e Mosè avrebbe avuto più tempo per occuparsi di questioni più importanti.

#### Il legislatore
Su comando divino Mosè salì sulle pendici del monte Sinai e ricevette l'ordine di preparare il popolo poiché il Signore voleva mostrarsi loro e comunicare il suo volere. Dopo tre giorni di purificazione, gli israeliti videro tuoni e lampi scendere sul monte, che divenne come una fornace spaventati indietreggiarono e fu solo Mosè ad avanzare e a ricevere per bocca di Dio la legge dei dieci comandamenti:
Terrorizzati, gli israeliti supplicarono Mosè di salire verso il monte poiché essi avevano timore di morire per la paura. Il profeta obbedì ed entrò nella nube, scalando le pendici del Sinai, dove rimase per quaranta giorni e quaranta notti, accompagnato dal solo Giosuè, suo fedele collaboratore, che lo seguiva da lontano. Lì egli ricevette la legge, scritta su due tavole di pietra dal dito di Dio, oppure, secondo un'altra tradizione biblica, scritta dallo stesso Mosè.
A valle intanto il popolo d'Israele, credendo che Mosè fosse morto, implorò Aronne, che aveva preso il comando in assenza del fratello, di costruire per loro un idolo affinché li guidasse verso la Terra promessa. Venne così forgiato un vitello d'oro al quale gli israeliti sacrificarono e attorno al quale fecero bagordi. Sceso dal monte il profeta si accese d'ira, distrusse l'idolo e rimproverò aspramente Aronne che aveva tolto loro ogni freno ordinando poi a coloro che gli erano rimasti fedeli di uccidere tutti coloro che si erano ribellati. Secondo il libro dell'Esodo caddero quel giorno circa tremila uomini.

#### Dal Sinai al deserto di Paran
Seguendo le prescrizioni ricevute sul Sinai, Mosè convocò i maggiori artisti del popolo d'Israele e ordinò loro di costruire una tenda, denominata Dimora, nella quale conservare le tavole della legge, deposte nella famosa arca dell'alleanza, e poter celebrare sacrifici e pratiche rituali per mano del sacerdozio, capitanato da Aronne e dai suoi figli, nonché da tutta la tribù di Levi, che fu incaricata di occuparsi della sorveglianza e della cura della Dimora.
Dopo due anni trascorsi alle pendici del Sinai, Mosè, concluso il censimento di tutto il popolo, guidò gli Israeliti attraverso il deserto, verso la terra di Canaan. Dopo tre giorni di marcia li fece accampare presso la località di Tabera, dove un grave incendio decimò gli israeliti, che si ribellarono al proprio capo. Questi sconfortato si ritirò nella Dimora e pregando Dio chiese di morire pur di non ascoltare il lamento della sua gente, che ora l'accusava di averli lasciati morire di fame, colmi di manna ma privi di carne. Su ordine divino, Mosè scelse settanta anziani d'Israele affinché lo sostenessero nel suo arduo compito. A sera il campo fu nuovamente invaso dalle quaglie, così numerose da «uscire loro dalle narici e venirgli a noia». I più ingordi vennero uccisi da un male misterioso, segno della collera divina.
Risolta la questione, Mosè dovette affrontare una nuova ribellione questa volta organizzata dai membri della sua stessa famiglia: Miriam e Aronne. Entrambi contestavano l'autorità al fratello, ritenendosi profeti come lui e accusandolo di avere una moglie straniera al popolo d'Israele. Punita per la sua ribellione, Miriam divenne lebbrosa e dovette fuggire dal campo per circa una settimana, come era previsto dalle leggi rituali.
Guarita ella dal male, Mosè riprese il viaggio e si accampò con i suoi nel deserto di Paran, in prossimità della terra promessa. Da lì spedì dodici uomini, rappresentanti di ciascuna tribù, in ricognizione. Fra di essi vi era anche Giosuè, futuro successore di Mosè. Questi, al suo ritorno, fu l'unico, insieme con Caleb, un altro esploratore, a ritenere conquistabile la terra promessa, a differenza dei compagni che la credevano impenetrabile, causando così una ribellione ai danni di Mosè per tornare in Egitto. Il profeta riuscì per poco a placare la collera divina, che voleva distruggere l'intero popolo, che fu comunque punito col decreto che non sarebbero potuti entrare nella terra promessa prima che fossero passati 40 anni, cosicché la generazione che si era ribellata morisse e i loro discendenti vi entrassero come uomini liberi.

#### I quarant'anni passati nel deserto
Inseguiti e uccisi dagli abitanti di Canaan, gli israeliti si rifugiano nel deserto dove Core, Dathan e Abiram, a capo di 200 uomini, si sollevarono contro Mosè e Aronne, accusandoli di volersi porre al di sopra degli altri membri della comunità. In particolar modo si opposero all'investitura sacerdotale di Aronne, perché secondo i tre capi cospiratori, tutto il popolo d'Israele era santo.

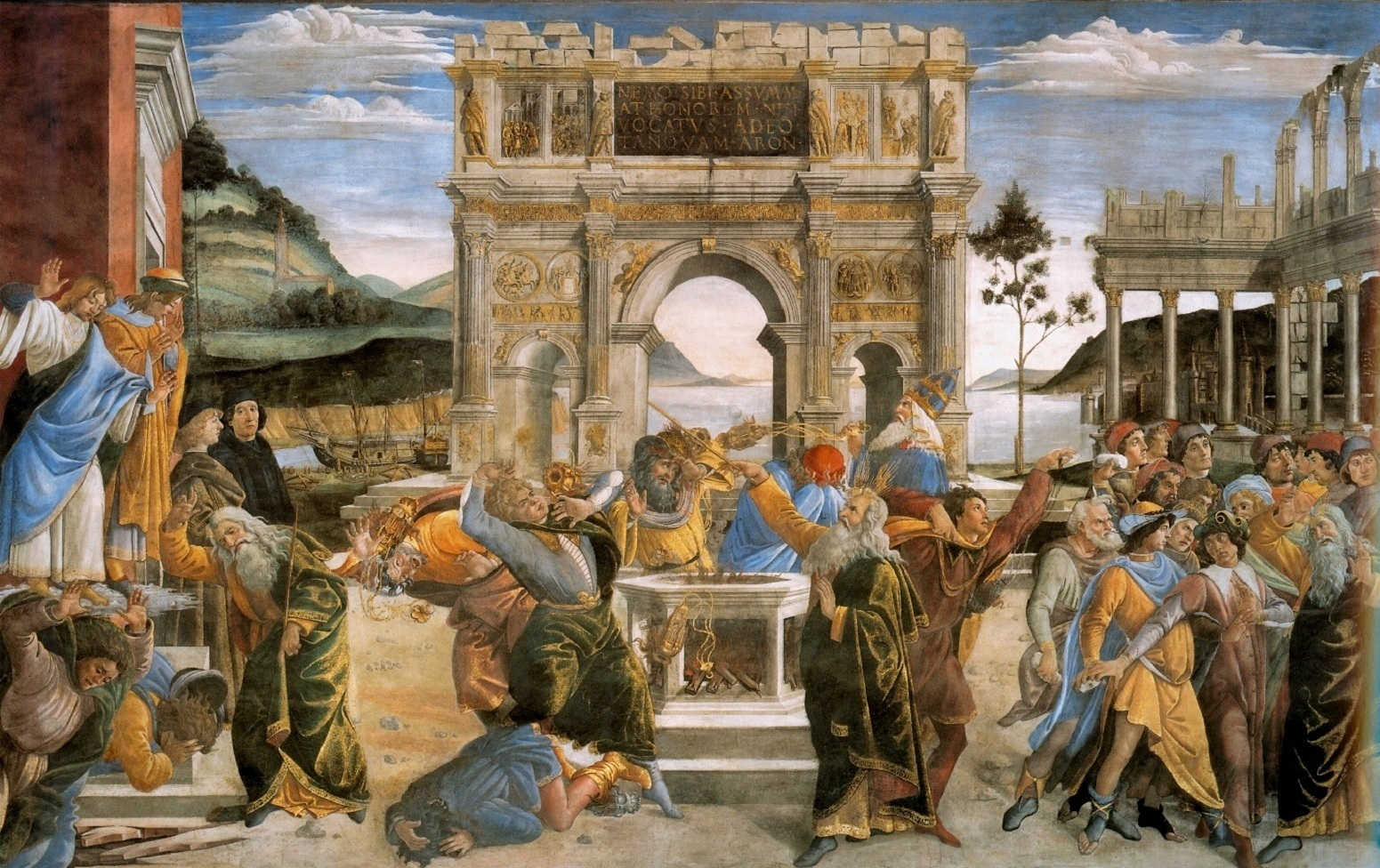
La ribellione di Core, Dathan e Abiram.

Per risolvere la questione, Mosè ordinò a costoro di presentarsi, accompagnati dai loro incensieri, davanti alla Dimora. Quando tutti si trovarono lì, Mosè li sfidò a offrire l'incenso in sacrificio, azione rituale riservata esclusivamente ad Aronne e ai suoi figli.
In presenza del popolo d'Israele, il bastone di Aronne fiorì miracolosamente, segno che Dio approvava la sua elezione al sacerdozio, rifiutando quella dei cospiratori, i cui incensieri vennero fusi e utilizzati per ricoprire l'altare del sacrificio.
Giunti a Kades, gli israeliti resero gli onori funebri a Miriam, che lì venne sepolta. In quel luogo il popolo si lamentò inoltre presso Mosè e Aronne per la mancanza d'acqua. I due profeti si recarono presso la Dimora e chiesero consiglio al Signore, ricevendo da lui l'ordine di parlare alla roccia per far uscire l'acqua 
Mosè invece colpì la roccia con il bastone due volte e l'acqua uscì. Così facendo però, Mosè ha disubbidito al Signore sia perché ha colpito la roccia invece di parlargli, sia perché ha attribuito a se stesso il miracolo, infatti Mosè prima di colpire la pietra disse:
Per questo motivo il Signore nega ad entrambi l'ingresso nella terra promessa..
Dopo 38 anni di lunga attesa, gli israeliti si rimisero in marcia e, dovendo passare per i confini del regno di Edom, chiesero al sovrano locale di lasciarli passare. Questi non acconsentì e mandò i suoi uomini per sterminarli, costringendo dunque Mosè e i suoi a fuggire e stabilirsi momentaneamente alle pendici del monte Cor. Lì Mosè spogliò Aronne dei suoi abiti sacerdotali poiché, essendo prossimo alla morte, secondo il rituale, li avrebbe contaminati, dopodiché nominò nuovo sommo sacerdote suo nipote Eleazaro, figlio di Aronne. Quest'ultimo morì sulla cima del monte e lì venne sepolto.
Dopo una feroce battaglia con il re cananeo Arad, sconfitto con tutte le sue truppe, gli israeliti si ribellarono nuovamente contro Mosè, venendo perciò invasi da una miriade di serpenti velenosi che assaltarono i cospiratori, uccidendoli. Il popolo si pentì per il proprio comportamento e chiese perdono a Mosè che, su invito divino, costruì un serpente di bronzo, lo mise su un'asta e tutti coloro che lo guardavano furono guariti.
Smontato il campo, gli israeliti vennero attaccati dal re degli Amorrei, Sicon, che finì sconfitto e ucciso, così come in seguito anche il gigante Og, re di Basan: le loro città vennero distrutte e i territori conquistati. Salvatisi dalla guerra col re di Moab, Balak, gli israeliti si accamparono nei pressi del suo regno e lì vennero attirati dalle donne locali che li spinsero all'idolatria. Mosè ordinò di punirli subito e Pincas - nipote di Aronne - uccise, trafiggendoli nel basso ventre con una lancia, una coppia costituita da una madianita e un ebreo, e con tale gesto ottenne il sacerdozio perenne per la stirpe di Aronne; il Signore fermò allora il flagello, che aveva portato alla morte di 24.000 Israeliti. Questi avvenimenti portarono alla guerra e allo sterminio dei Madianiti, per quanto tale evento non sia considerato storico; secondo la narrazione biblica, gli Israeliti massacrarono tutti i Madianiti ma risparmiarono le donne e i bambini e questo fece infuriare Mosè che ordinò di ucciderli tutti, tenendo come bottino solo le fanciulle vergini.
Essendo giunto il momento di entrare nella Terra Promessa, Mosè nominò Giosuè quale suo successore e prima di lasciare per sempre il suo popolo, il profeta dette loro il suo testamento, tre dialoghi contenuti nel libro del Deuteronomio. Nel primo discorso sono riassunte le tappe del cammino nel deserto con il monito di rispettare la legge di Dio se non si vuol perdere la Terra guadagnata dopo quest'arduo cammino e nel secondo discorso abbiamo difatti un accorato richiamo all'osservanza di questa legge stessa e alle sanzioni che l'accompagnano. Dopo aver benedetto le tribù d'Israele Mosè salì, dalle steppe di Moab, sul monte Nebo e da lassù poté guardare la Terra Promessa, senza potervi entrare a causa della sua mancanza alle acque di Meriba.
Concludendo, la vita di Mosè, secondo la narrazione biblica, può essere divisa esattamente in tre periodi di 40 anni ciascuno: i primi 40 da egizio in qualità di figlio adottivo della figlia del faraone allora al potere. Quando, per salvare e difendere un israelita, uccide un egizio, fugge nel deserto, in quanto la notizia diviene prestissimo di dominio pubblico. I successivi 40 anni li trascorse presso il suocero Ietro nel paese di Madian in qualità di pastore, dove ebbe modo di meditare e imparare l'umiltà, così da essere pronto per condurre il suo popolo fuori dall'Egitto. Gli ultimi 40, li trascorse in peregrinazione nel deserto fino alla terra promessa, Canaan. Morì a 120 anni.

## Apocrifi e leggende successive

### La corona del faraone
Secondo un'antica leggenda, riportata anche da Giuseppe Flavio, quando Mosè aveva solo tre anni, il faraone per gioco prese la propria corona e la pose in testa al bambino. Questi la gettò a terra e la calpestò turbando così il sovrano che chiese ai suoi ministri se questo gesto fosse stato degno della condanna capitale.
L'angelo Gabriele, sotto forma di uno dei saggi di corte, consigliò di far portare pietre preziose e carboni ardenti e poi far scegliere al bambino cosa prendere. In questo modo essi avrebbero potuto giudicare se avesse agito di proposito. Guidato dall'angelo, Mosè prese il carbone e se lo portò alla bocca rimanendo ferito sulle labbra e sulla lingua.
Si ipotizza che questo episodio voglia fornire solo una spiegazione al difetto di pronuncia di cui soffriva Mosè.

### La guerra contro Kush
Riprendendo la narrazione di Giuseppe Flavio, il faraone, vedendo Mosè crescere e diventare un giovane forte e robusto, decise di affidargli una missione bellica per testare il suo temperamento. Ordinò al nipote adottivo di combattere a sud dell'Egitto contro il regno di Kush (nome semitico per l'attuale Etiopia).
La città avversaria era stata fortificata in modo da essere inespugnabile: mura altissime su due lati, un canale profondo con dei coccodrilli sul terzo lato, un fossato colmo di serpenti sul quarto. Mosè ordinò che venissero catturati e addestrati alcuni ibis, grazie all'aiuto dei quali egli riuscì a eliminare i serpenti e ad avvicinarsi così disarmato alle mura della città.
I generali nemici lo videro giungere con in mano un simbolo di pace e, benché spaventati da un possibile attacco, lo lasciarono entrare. Mosè trattò con loro una resa onorevole e tutti coloro che garantivano pace e alleanza per il futuro poterono mantenere i loro ruoli di comando, mentre venne allontanato chi fomentava guerra e ribellione.
Grandi furono i festeggiamenti, durante i quali, per sancire l'alleanza, Mosè dovette sposare la sorella del re, Tharbis. Quest'ultimo riferimento serviva soltanto a giustificare il malcontento suscitato da Aronne e Miriam sulla presenza di una moglie etiope di Mosè.

### L'assunzione in cielo
Secondo una leggenda riportata da Giuseppe Flavio, Mosè fu assunto in cielo alla fine della sua vita. Dopo essere salito sul monte Nebo ed avere abbracciato Eleazaro e Giosuè, mentre parlava con loro una nube scese improvvisamente su di lui ed egli scomparve. Nel Pentateuco fu riportato che morì di morte naturale, per evitare che la gente pensasse che era salito a Dio a causa della sua straordinaria virtù.

## Storicità
Il problema della storicità di Mosè e degli eventi narrati dall'Esodo è un tema che è stato ampiamente dibattuto in ambito accademico. A chi in passato ha difeso la storicità del personaggio, si contrappongono quanti oggi vedono in Mosè una figura dai contorni mitici o leggendari, pur tenendo presente che "una figura simile a Mosè potrebbe essere esistita da qualche parte nel sud della Transgiordania nella seconda metà del XIII secolo a.C." e che l'archeologia non è in grado di confermarlo.
L'egittologo Jan Assmann sostiene che non sia possibile sapere se Mosè sia mai vissuto perché non ci sono tracce di lui al di fuori della tradizione. Sebbene i nomi di Mosè e di altri nelle narrazioni bibliche siano egizi e il Libro dell'Esodo contenga elementi egiziani genuini, nessuna fonte extrabiblica indica chiaramente Mosè. Nessun riferimento a Mosè appare in alcuna fonte egiziana prima del IV secolo a.C., molto tempo dopo il periodo in cui si crede che sia vissuto. Nessuna fonte egiziana contemporanea menziona Mosè o gli eventi narrati nel Pentateuco, né sono state scoperte prove archeologiche in Egitto o nel deserto del Sinai a sostegno della storia in cui egli è la figura centrale.
David Adams Leeming considera Mosè un eroe mitico e la figura centrale della mitologia ebraica. Lo storico John van Seters ritiene che un Mosè storico possa essere esistito, ma sottolinea che "nel Pentateuco la storia si fa memoria, che la ingigantisce e la trasforma in mito", concludendo che "la ricerca del Mosè storico è un tentativo futile: ormai egli appartiene solo alla leggenda".
La storia della scoperta di Mosè da parte della figlia del Faraone si ricollega ad un tema familiare della mitologia del Vicino Oriente, ovvero quello del leader di umili origini che ascende al potere. Ad esempio, Sargon di Akkad così descrive le sue origini:
Mi mise in un cesto di giunchi, con il bitume sigillò il coperchio.
Mi gettò nel fiume che sorse su di me.»
Alcuni studiosi, tra cui Israel Finkelstein, pur negando la verità storica della relativa narrazione biblica, la considerano la mitizzazione di un confronto attinente a una cronologia più bassa (a partire dal X secolo a.C.) della storia d'Israele, come l'invasione di Israele da parte del faraone Sheshonq I dopo la morte del re Salomone e dello scontro tra il re Giosia e il faraone Necao II, ritenendo quindi che i suoi protagonisti non siano che la risultante scaturita da quella che potrebbe essere chiamata pia tradizione.
La maggioranza degli studiosi, anche cristiani, ritiene che gli avvenimenti narrati nella Bibbia in merito alla presenza ebraica in Egitto non siano storici e per questo non sono menzionati nei documenti egizi dell'epoca; infatti, anche due eventi straordinari - quali la fuga di circa tre milioni di schiavi e l'annientamento dell'intero esercito egiziano, inclusa la sua cavalleria - avrebbero dovuto esser riportati, oltre che nei documenti egizi, anche in quelli dei sovrani stranieri, che avrebbero accolto positivamente una simile notizia, stante anche la possibilità di invadere una terra fertile e ricca come l'Egitto; tutto ciò non avvenne e, anzi, le fonti storiche extrabibliche attestano che, durante il regno di Ramses II e poi di suo figlio e successore Merenptah, l'Egitto continuò ad avere un esercito potente e ad essere una nazione dominante.

## Teorie speculative

### Teoria freudiana di Mosè seguace di Akhenaton

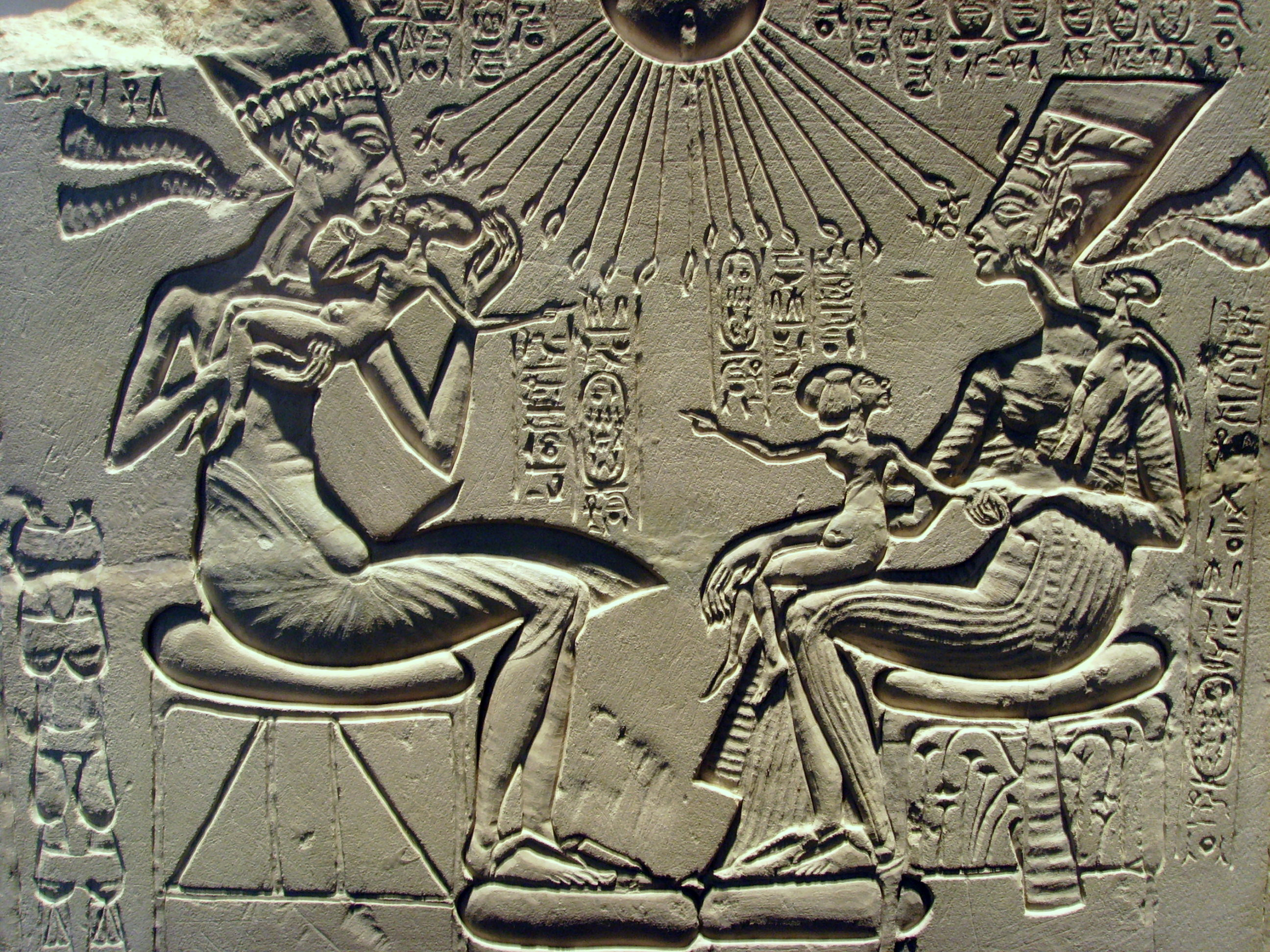
Stele raffigurante il faraone Akhenaton con la moglie Nefertiti sotto i raggi del dio solare Aton. Museo egizio di Berlino.

Sigmund Freud, il celebre padre della psicoanalisi ed appassionato di egittologia, teorizzò nel suo saggio L'uomo Mosè e la religione monoteista che Mosè non fosse un ebreo bensì un sacerdote egiziano del dio Aton (il disco solare), il cui culto fu imposto dal faraone Amenofi IV (che di conseguenza assunse il nome di Akhenaton) intorno al 1350 a.C. come unica religione di Stato; Freud sostenne inoltre che Mosè fu costretto a lasciare l'Egitto con i suoi seguaci dopo la morte di Akhenaton e fu in grado di portare a frutto i tentativi del faraone di fondare una supposta religione monoteistica.
Freud evidenzia questi punti:
1. Mosè predica in Egitto, come Akhenaton 50 o 100 anni prima, una teologia monoteistica;
2. Mosè ha un nome egizio;
3. Mosè ha, nel racconto biblico, una nascita assolutamente leggendaria;
4. un nome del dio ebraico (Adonai), ha la stessa radice del dio solare (Aton) di Amenofi IV;
5. l'Arca dell'Alleanza degli ebrei presenta forti somiglianze con la "barca degli dèi" dei templi egizi, circondati da cherubini con ali spiegate.[123]
6. la forte somiglianza del Salmo 104[124], che canta la gloria di Dio nel creato, con l'Inno al Sole forse composto da Akhenaton in persona.[123]

A seguito della pubblicazione di questo libro, l'erronea convinzione di un legame tra il culto di Aton e il Mosè biblico entrò nell'immaginario comune e nelle ricerche accademiche. L'opinione dell'egittologo tedesco Jan Assmann è che non esisterebbe alcun legame tra il Salmo 104 e l'Inno ad Aton, ma che entrambi seguano una tradizione innologica diffusa nel Vicino Oriente antico prima e dopo Akhenaton. L'egittologo Brian Fagan ha definito le teorie di Freud "prive di qualsiasi base storica". L'egittologo Donald Redford scrisse nel 1996 sulla Biblical Archaeology Review:
(Donald Redford)

### La teoria dell'uccisione di Mosè
Sempre nel suo saggio L'uomo Mosè e la religione monoteistica, Sigmund Freud, riprendendo una teoria del biblista protestante Ernst Sellin, affermò che Mosè sarebbe stato assassinato dal suo popolo, che si ribellò al culto monoteista di Aton da lui introdotto. Secondo l'interpretazione psicoanalitica, l'omicidio di Mosè avrebbe scatenato negli israeliti il ritorno del trauma per il «parricidio primordiale», già descritto da Freud in Totem e tabù (1913), che fu rimosso e parecchi secoli dopo li avrebbe spinti inconsciamente alla creazione della religione giudaica, in ricordo appunto del monoteismo annunciato da Mosè.
Freud ipotizza quindi la sostituzione del Mosè egizio assassinato con un secondo Mosè, questa volta un sacerdote madianita di Meribah-Qadesh, fedele a una religione adoratrice di Yahweh, un Dio vulcanico e sanguinario dimorante sul monte Sinai-Oreb che «aveva promesso ai suoi fedeli un paese “stillante latte e miele” e li aveva incitati a scacciare i suoi attuali abitanti e a “passarli a fil di spada"». Questo madianita altri non era che il genero di Ietro, di cui però non si sa nulla, tanto era oscurato dalla figura del primo Mosè. Sempre secondo Freud, i due Mosè furono poi fusi in un unico personaggio dalla narrazione successiva. 

## Mosè nelle tre religioni monoteiste

### Tradizione ebraica
La tradizione ebraica, che ha in Mosè il più alto rappresentante, avendo egli ricevuto le tavole della Legge sul monte Sinai, ha creato intorno a questa figura una serie di leggende e miti che ne hanno ampliato lo spessore epico: bambino prodigio, illuminò la camera dei suoi genitori quando fu concepito, a un anno era già in grado di parlare e a tre sapeva prevedere il futuro. Divenuto egizio mantenne i costumi degli israeliti e fu salvato miracolosamente dalla morte quando, catturato dai soldati del faraone, fu condannato alla decapitazione, ma il suo collo non venne neppure scalfito dalla spada del boia, che cadde in frantumi. Divenuto guida del suo popolo, dovette combattere contro l'ingordigia degli altri israeliti, che volevano a tutti i costi accaparrarsi i tesori degli egizi, e salito sul monte Sinai, divenne, su insegnamento degli angeli, maestro della Torah, a lui vennero comunicati gli scritti sapienziali della tradizione ebraica: il Talmud, la Mishna.
Fra gli scritti della tradizione ebraica possiamo ricordare, oltre al "Libro dei Giubilei", trascritto nella comunità degli esseni, l'apocrifo "Ascensio Mosis", la cui prima parte, detta propriamente "il Testamento di Mosè", comprende il discorso profetico di congedo rivolto da Mosè al suo successore Giosuè sul futuro destino di Israele e sulla fine dei tempi. Si descrive con ampiezza il periodo degli Asmonei: un potente re dell'Occidente conquisterà la terra, ma Israele con l'aiuto di Dio riuscirà vittorioso su Roma; quindi verrà il giorno finale. Il testo, scritto a cavallo tra il I secolo a.C. e il I secolo d.C., è menzionato anche dai padri della Chiesa. Alla seconda parte, non conservata, "l'Ascensione", si riferisce la neotestamentaria lettera di Giuda, nei versetti in cui narra l'episodio dove l'arcangelo Michele lotta con Satana per impossessarsi del corpo di Mosè.
Nel De Vita Mosis di Filone d'Alessandria, Mosè figura come un erudito del periodo ellenistico. Supera in conoscenze i suoi maestri Egizi e Greci e, come uomo avveduto e guidato dalla ragione, unisce in sé le qualità del filosofo e del profeta con quelle del re. Secondo Filone, a lui risalgono anche la dottrina sulla creazione di Platone e l'insegnamento sui contrari di Eraclito.

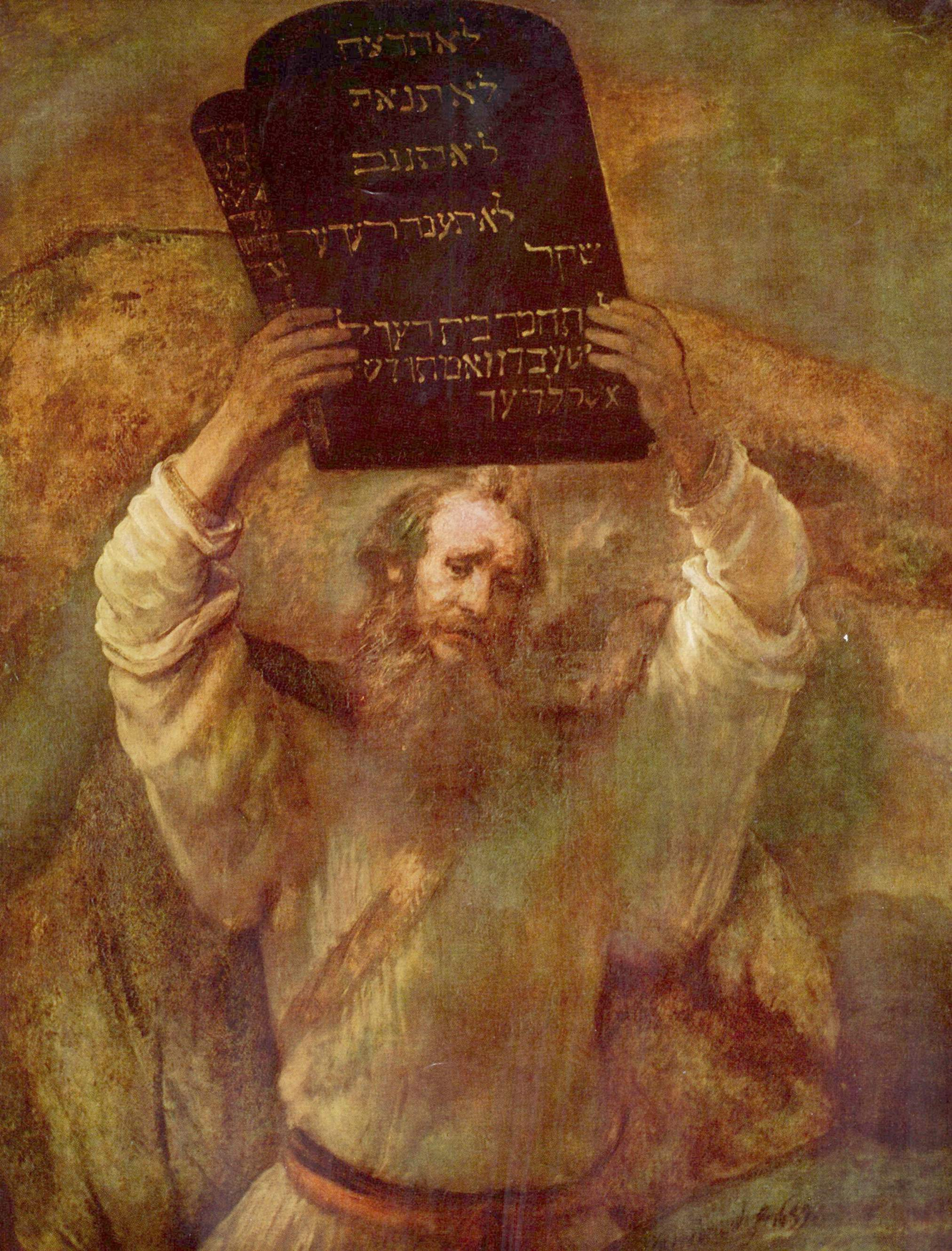
Mosè con in mano i dieci comandamenti raffigurato da Rembrandt

Lo storiografo ebreo Giuseppe Flavio scrive una biografia di Mosè con segni mirabili della sua missione nella giovinezza, che finisce con l'ascesa a viceré egizio. Nello scritto Contra Apionem, Mosè è per Giuseppe Flavio il più antico legislatore e anche le leggi dei Greci si rifanno a lui. Secondo Aristobulo di Alessandria invece, dalla mano di Mosè, hanno ricevuto gli argomenti da trattare nei loro poemi e drammi epici Omero ed Esiodo.

### Tradizione cristiana
Il Cristianesimo, nato in ambito ebraico e avendo in comune con gli ebrei l'Antico Testamento, vede in Mosè le stesse caratteristiche di patriarca, legislatore e capo del popolo ebraico della tradizione ebraica.
Il Nuovo Testamento considera Mosè soprattutto come profeta, che ha predetto la venuta di Gesù come Messia, per questo egli, insieme a Elia, è testimone della trasfigurazione di Gesù
Oltre che inascoltato testimone della fede, quale lo descrive Stefano nella sua ampia apologia Mosè è esaltato anche nella lettera agli Ebrei, come esempio di fede, come servitore di Dio non superiore a Gesù che, secondo il Cristianesimo, è Dio stesso incarnato.
Per il Nuovo Testamento Mosè è il legislatore attraverso cui Dio ha parlato, e quindi è il fondatore dell'ordinamento salvifico veterotestamentario. A lui viene contrapposto tipologicamente Gesù quale fondatore del nuovo ordine di salvezza; in Mosè e Gesù si contrappongono la legge degli antichi da un lato e il vangelo dall'altro, vangelo inteso come perfezione e non demolizione della legge stessa.
Nel periodo seguente Mosè, anche per influsso delle tradizioni ebraiche, è considerato modello di vita perfetta, di un'ascesa costante dell'anima a Dio, tanto che la tradizione cristiana ha rielaborato la vita e la figura del profeta biblico in chiave cristologica trovando diverse concordanze fra la sua biografia e quella di Gesù Cristo
| Vita di Mosè                           | Vita di Cristo                                      |
| -------------------------------------- | --------------------------------------------------- |
| Il massacro voluto dal faraone         | La strage degli innocenti                           |
| L'agnello della cena pasquale          | Cristo che si sacrifica come agnello immolato       |
| La liberazione degli ebrei dall'Egitto | La liberazione dell'uomo dal peccato tramite Cristo |
| Il passaggio del Mar Rosso             | Il battesimo                                        |
| La manna nel deserto                   | L'eucaristia                                        |
| L'innalzamento del serpente di bronzo  | L'innalzamento di Cristo sulla croce                |
| Mosè legislatore                       | Cristo compitore della Legge                        |

Nel 390 san Gregorio di Nissa scrisse una Vita di Mosè  in cui fin dal prologo richiama i cristiani ad imitare i grandi della storia sacra. Mosè riceve da Dio delle manifestazioni della sua presenza di importanza sempre crescente, da quella del roveto ardente a quella della consegna delle tavole della legge. Quando si addentra per vedere Dio sul Sinai, la tenebra in cui è emerso simboleggia la tenebra dei sensi che stanno per ricevere la visione mistica di Dio.
Anche Raymond Brown ritiene che la narrazione della nascita di Gesù sia stata modellata su quella di Mosè, a sua volta derivata da precedenti tradizioni di altri popoli. Lo studioso - in merito alla narrazione biblica sulla nascita di Mosè, utilizzata da Matteo per la Natività di Gesù - evidenzia una serie di parallelismi: Erode cerca di uccidere Gesù e questo viene fatto fuggire in un altro paese, il faraone cerca di uccidere Mosè e questo fugge in un altro paese; Erode ordina la strage degli innocenti (bambini maschi), il faraone quella dei primogeniti ebrei maschi; Erode e il faraone muoiono entrambi mentre Gesù e Mosè sono in esilio; un angelo del Signore avvisa la famiglia di Gesù che può tornare alla sua terra e così fa il Signore con Mosè (in entrambi i casi Brown sottolinea l'uso della medesima espressione per giustificare il rientro in Israele (oppure in Egitto): "«perché sono morti coloro che insidiavano la vita del bambino (oppure: "la tua vita")»"); Giuseppe prende moglie e figlio e ritorna in Israele, Mosè prende moglie e figlio e ritorna in Egitto. Brown sottolinea che anche altre fonti sulla vita di Mosè - come Flavio Giuseppe e vari midrash ebraici - "accentuano i già noti paralleli biblici tra le infanzie di Mosè e Gesù". Alle stesse conclusioni giunge lo storico John Dominic Crossan, tra i cofondatori del Jesus Seminar, che sottolinea come, rispetto al resoconto lucano, Matteo "invece di immaginare coppie sterili e concepimenti miracolosi, si concentra sull'infanzia di Mosè", creando i relativi parallelismi. Anche il teologo Rudolf Bultmann ritiene vi siano delle tradizioni più antiche e comuni dietro le narrazioni della strage degli innocenti comandata da Erode dopo la nascita di Gesù e quella della strage dei primogeniti ebrei nella storia di Mosè.
È venerato come santo dalla Chiesa cattolica, che lo ricorda il 4 settembre.

### Tradizione islamica
Secondo il Corano Mosè (Mūsā) fu un grande uomo, uno dei maggiori profeti predecessori di Maometto nonché il profeta menzionato più frequentemente nel Corano. Venne salvato ancora bambino da una persecuzione voluta da Faraone (Firawūn), che temeva la nascita d'un usurpatore, e adottato dalla moglie del sovrano stesso (Āsija) che affidò poi il piccino, per ispirazione divina, alla madre naturale affinché lo allattasse.
Cresciuto, un giorno si ritrovò davanti due uomini, un egiziano e uno appartenente ai Bani Israil. Occorre specificare che al tempo i Bani Israil erano vittime di torture e vennero resi schiavi da Faraone, perciò Mūsā, uccise l'egizio e chiese perdono ad Allah che glielo concesse.
Fuggito a Madian sposò la figlia (di nome Zippora?) dell'uomo che lo aveva accolto nella sua tenda, che alcuni studiosi ritengono sia il messaggero o profeta Shu'Ayb AS che al tempo forse si trovava lì. Si allontanò dopo aver concluso gli impegni da lui stabiliti e, passando con i suoi dal Sinai, si allontanò per cercare un tizzone di fuoco e giunse nei pressi della santa valle Tuwa. Lì gli accorse la voce di Allah, che gli ordinò di togliersi i calzari in quanto si trovava nella valle santa e gli disse di lanciare il suo bastone che teneva nella mano destra. Questo si trasformò in un serpente di grandi dimensioni, ma riprendendolo ritornò un bastone come in origine. Allora, Allah gli disse di mettere la mano sotto l'ascella e questa divenne una luce luminosa come la Luna, ripetendo il processo, la mano ritornò normale.
Per ciò molte volte musulmani si riferiscono a Mūsā, come "Musa Kalimullah", ovvero colui a cui Allah ha parlato direttamente.
Recatosi in presenza di Faraone, gli parlò molto modestamente perché liberasse Bani Israil dalle continue oppressioni. Ma questi non volle sentire nulla. Mūsā e suo fratello Harun gli si presentarono come i Messaggeri di Allah e Faraone ferito nell'animo lo sfidò ad un duello contro i suoi maghi, nel giorno di festa in Egitto. Mūsā gettò davanti ai piedi del sovrano il suo bastone, e per il volere di Allah soltanto, questo si tramutò in serpente dalle grandi dimensioni che nessuno aveva mai visto prima, ma così fecero anche i maghi egizi, facendo credere di aver dato vita ad alcune corde, che vennero tuttavia assai presto divorati dal serpente di Mūsā. Gli incantatori, meravigliati dal prodigio, si convertirono alla religione d'Israele, venendo per questo uccisi da Faraone. Durante la notte Mūsā e Harun, su ordine di Allah, lasciarono l'Egitto assieme al loro popolo attraversando il mare e richiudendolo poi sull'esercito egizio corso a inseguirli.
Faraone allora capendo che la punizione di Allah, di cui Mūsā per lungo tempo lo aveva avvertito, era ormai giunta all'inizio e si sarebbe abbattuta su di lui e sui suoi complici se non si fosse pentito delle sue azioni e avesse chiesto perdono ad Allah; Faraone si pentì, ma era ormai troppo tardi. Morì come un miscredente (kafir), assieme ai suoi complici.
Salito sul Sinai Mūsā lasciò il comando ad Aronne (Hārūn ibn Imrān) che venne sopraffatto dal popolo, in particolare da Samirī che si costruì e adorò un vitello d'oro, e per questo fu cacciato da Mūsā e condannato a dire "Non toccatemi", per il resto della sua vita. Ripartiti alla volta del deserto, gli Israeliti si lamentarono col profeta per l'assenza d'acqua e di cibo, questi pregò Allah che fece piovere manna dal cielo e sgorgare dodici fonti da una roccia. In quel momento nacquero le tribù d'Israele. Giunti in prossimità della Terra Promessa, a causa della loro ribellione, gli israeliti furono puniti con i quarant'anni d'esilio nel deserto.

## Mosè nell'arte

### Iconografia
Un tipo classico dell'iconografia di Mosè raffigura la morte solitaria del profeta alla presenza del Signore, ispirata a Deuteronomio 34,5-8.
Il Deuteronomio afferma che fu il Signore a seppellire personalmente Mosè. Gli Israeliti, che si trovavano a distanza, osservarono un mese di lutto. 
La Lettera di Giuda (1,9) afferma che san Michele arcangelo contese col Diavolo le spoglie mortali di Mosè. È stato ipotizzato che tale più raro soggetto iconografico sia rappresentato nei capitelli della Basilica di San Michele Maggiore in Pavia.

#### Le corna di Mosè

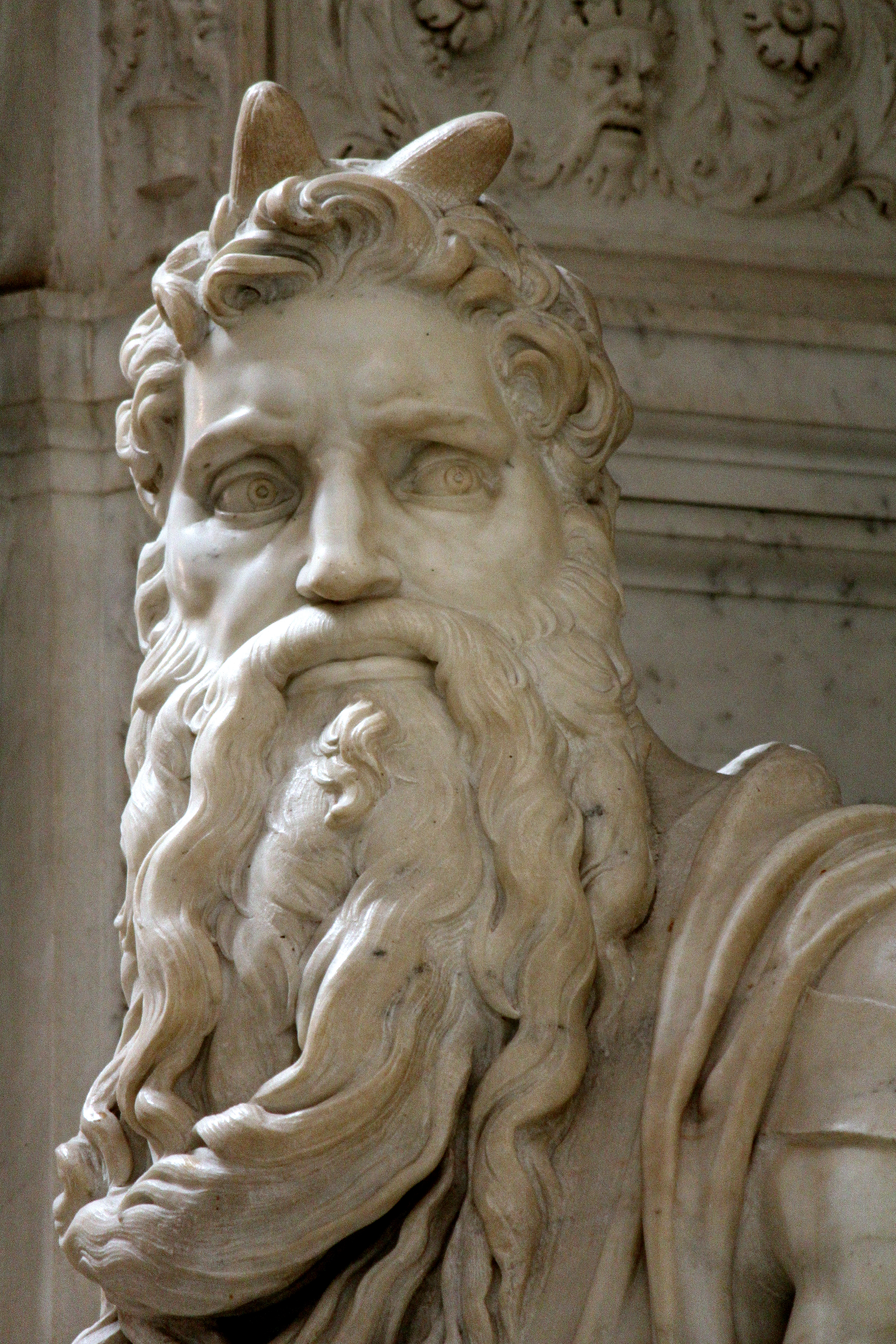
Il Mosè di Michelangelo

Famoso è il controverso dibattito sorto sulle corna poste sul capo di Mosè in diverse opere artistiche, come ad esempio l'omonima scultura di Michelangelo.
Questa caratteristica iconologica deriva dal passo di Es34,29, che nel testo originale ebraico (testo masoretico) riferisce che, dopo aver ricevuto da Dio le tavole dei dieci comandamenti, Mosè ignorava che la sua pelle era 'raggiante' (verbo ebraico qrn). Nell'ebraico scritto non vengono inserite le vocali per cui uno stesso termine può assumere significati differenti a seconda delle vocali che il lettore abbia deciso di inserire o del significato che abbia scelto di interpretare. In questo caso la radice trilittera può indicare sia il termine qaran (anche Karan), con il significato di radiosità nel senso di un''irradiazione' luminosa, sia il termine qeren (Keren), ovvero 'corna' nel senso dell'apparato osseo animale. L'interpretazione data dai masoreti, che è quella preferita dalla comunità religiosa canonica, è che l'autore volesse indicare appunto che il volto di Mosè fosse luminoso, irradiante luce.
Quando San Gerolamo tradusse il testo ebraico in latino nella Vulgata, la versione della Bibbia ufficiale per secoli nella Chiesa latina, adottò questa lezione, traducendo "ignorabat quod cornuta esset facies sua", cioè "ignorava che la sua faccia fosse cornuta". Ciò è stato per secoli fonte d'ispirazione per diversi artisti, fra cui il sopracitato Michelangelo Buonarroti.
Con la diffusione dello studio delle lingue originali della Bibbia ha preso progressivamente piede l'interpretazione data dai masoreti. Molti pittori però hanno continuato a preferire l'iconografia tradizionale di Mosè 'cornuto'. In alcuni casi il volto di Mosè è stato raffigurato con due fasci di luce, simili a corna, che partono dalla sommità del capo, scelta che congiunge le due interpretazioni allo stesso tempo.

### Dipinti
- (1475) Il roveto ardente, di Nicolas Froment
- (1482) Prove di Mosè, di Sandro Botticelli
- (1482) Testamento e morte di Mosè, di Luca Signorelli
- (1502-1505) Prova di Mosè, di Giorgione
- (1510) Passaggio del Mar Rosso, di Bernardino Luini
- (1510-1512) Trasfigurazione, di Lorenzo Lotto
- (1523) Mosè e le figlie di Ietro, di Rosso Fiorentino
- (1525) L'acqua scaturita dalla roccia, di Luca da Leida
- (1537) Il castigo del fuoco celeste, di Domenico Beccafumi
- (1540) Il passaggio del Mar Rosso, di Lucas Cranach
- (1540-45) Mosè salvato dalle acque, di Bonifacio de Pitati
- (1540-45) Passaggio del Mar Rosso, di Agnolo Bronzino
- (1575) Ritrovamento di Mosè, di Paolo Veronese
- (1577) La manna, di Tintoretto
- (1577) Mosè fa scaturire l'acqua dalla roccia, di Tintoretto
- (1609-10) Mosè difende le figlie di Ietro, di Carlo Saraceni
- (1615) La manna, di Guido Reni
- (1615) L'acqua scaturita dalla roccia, di Paolo Guidotti
- (1620) Il serpente di bronzo, di Anton Van Dyck
- (1621) Il rientro degli esploratori, di Giovanni Lanfranco
- (1623) Il roveto ardente, di Matteo Rosselli
- (1628-30) Sacrificio di Mosè, di Massimo Stanzione
- (1630) Mosè salvato dalle acque, di Orazio Gentileschi
- (1635) Il vitello d'oro, di Nicolas Poussin
- (1650) Mosè con le tavole della Legge, di Philippe de Champaigne
- (1654) Mosè affidato alle acque, di Nicolas Poussin
- (1659) Mosè spezza le tavole della Legge, di Rembrandt
- (post 1808) Mose' con le tavole della legge, di Giuseppe Diotti
- (1904) Il ritrovamento di Mosè, di Lawrence Alma-Tadema
- (1950-1952) Mosè riceve le tavole della legge, di Marc Chagall

### Sculture
- (1515) Mosè, di Michelangelo Buonarroti

### Letteratura
- Sedulio, Carmen Paschale (1,127-147).[151]
- Sigmund Freud, L'uomo Mosè e la religione monoteistica (Der Mann Moses und die monotheistische Religion) 1937-39, 3 saggi. Nella celebre opera il padre della psicoanalisi sostiene che Mosè, egizio di nascita, durante il regno di Akhenaton (XIV secolo a.C.) aveva aderito alla fede monoteista. Quando questa fu abolita con la morte del sovrano e venne ripristinato il tradizionale politeismo egizio, Mosè 'convertì' gli Ebrei stanziati nel territorio egizio e li spinse verso la Palestina, la terra promessa del Dio Aton-Adonai.
- Thomas Mann, La Legge (titolo originale tedesco Das Gesetz), 1944. Mosè è il figlio bastardo della figlia del faraone e di un servo ebreo. Si sente chiamato da Dio a liberare il suo popolo, scontrandosi col faraone Ramessu. Le prime nove piaghe sono eventi naturali mentre l'ultima, l'uccisione dei primogeniti egizi, è attuata dagli Ebrei. Fuggono in 12-13.000 attraverso i Laghi Amari, parzialmente prosciugati da un forte vento.
- Christian Jacq, Ramses (1995-1997), 5 romanzi. Intercalata alla vita del faraone Ramses è narrata la storia dell'Esodo. Mosè, amico ebreo di Ramses, integrato nella società egizia, accetta il monoteismo di Akhenaton, ormai sradicato dall'Egitto. Diventato un visionario fanatico sobilla gli Ebrei, lavoratori ma non schiavizzati, contro il faraone e gli Egizi. Attua e ordina alcuni trucchi e inganni per generare le piaghe, spingendo infine gli Ebrei ad abbandonare controvoglia l'Egitto.

## Cinematografia
| Anno | Film | Attore                                                                           | Note                                   |
| ---- | --- | -------------------------------------------------------------------------------- | -------------------------------------- |
| 1920 | La Bibbia                                                                                                  | Guido Guiducci                                                                   |                                        |
| 1923 | I dieci comandamenti (The Ten Commandments)                                                                | Theodore Jr. Roberts                                                             |                                        |
| 1936 | Verdi pascoli (The Green Pastures)                                                                         | Frank H. Wilson                                                                  |                                        |
| 1956 | I dieci comandamenti (The Ten Commandments)                                                                | Charlton Heston Fraser Clarke Heston (Mosè neonato)                              |                                        |
| 1958 | The Old Testament Scriptures                                                                               | Thayer Roberts                                                                   | serie TV                               |
| 1958 | The Green Pastures, episodio della serie BBC Sunday-Night Theatre                                          | James Clarke                                                                     |                                        |
| 1959 | The Green Pastures                                                                                         | Frederick O'Neal                                                                 | film TV                                |
| 1974 | Mosè (Moses the Lawgiver)                                                                                  | Burt Lancaster Bill Lancaster (Mosè giovane)                                     | miniserie TV                           |
| 1975 | Mosè e Aronne (Moses und Aron)                                                                             | Günter Reich                                                                     |                                        |
| 1978 | The Story of Moses: Part 1, episodio della serie I grandi eroi della Bibbia (Greatest Heroes of the Bible) | John Marley                                                                      | miniserie TV                           |
| 1978 | The Story of Moses: Part 2, episodio della serie I grandi eroi della Bibbia (Greatest Heroes of the Bible) | John Marley                                                                      | miniserie TV                           |
| 1979 | The Ten Commandments, episodio della serie I grandi eroi della Bibbia (Greatest Heroes of the Bible)       | John Marley                                                                      | miniserie TV                           |
| 1981 | La pazza storia del mondo (History of the World: Part I)                                                   | Mel Brooks                                                                       | film commedia                          |
| 1984 | Moïse | Samuel Ramey                                                                     | film TV                                |
| 1992 | Ancient Secrets of the Bible                                                                               | David Jensen                                                                     | film TV                                |
| 1993 | Moses: From Birth to Burning Bush                                                                          | Ray Porter (voce)                                                                | film d'animazione uscito in home video |
| 1993 | Ancient Secrets of the Bible, Part II                                                                      | David Jensen                                                                     | film TV                                |
| 1995 | Mosè (Moses)                                                                                               | Ben Kingsley Lawrence Blight (Mosè a 7 anni) Christian Catuogno (Mosè a 15 anni  | miniserie TV                           |
| 1996 | Moses, episodio della serie The Bible in Animation                                                         | Martin Jarvis                                                                    | serie animata                          |
| 1998 | Il principe d'Egitto (The Prince of Egypt)                                                                 | Val Kilmer (voce) Amick Byram (voce)                                             | film d'animazione                      |
| 2000 | In the Beginning - In principio era (In the Beginning)                                                     | Billy Campbell Corey J. Smith (Mosè bambino)                                     | miniserie TV                           |
| 2001 | Les dix commandements                                                                                      | Daniel Levi Joshaï                                                               | uscito in home video                   |
| 2003 | Kids' Ten Commandments: A Life and Seth Situation                                                          | Peter Strauss                                                                    | uscito in home video                   |
| 2003 | Kids' Ten Commandments: The Rest Is Yet to Come                                                            | Peter Strauss                                                                    | uscito in home video                   |
| 2003 | Kids' Ten Commandments: Toying with the Truth                                                              | Peter Strauss                                                                    | uscito in home video                   |
| 2003 | Mosè e faraone, o il passaggio del Mar Rosso                                                               | Ildar Abdrazakov                                                                 | film TV                                |
| 2005 | The Animated Kid's Bible                                                                                   | Andrew Carlton                                                                   | serie animata uscita in home video     |
| 2006 | Unlocking Ancient Secrets of the Bible                                                                     | Nevin Millan                                                                     | serie TV                               |
| 2006 | The Ten Commandments                                                                                       | Dougray Scott Ben Hammersley (Mosè giovane)                                      | miniserie TV                           |
| 2006 | Moses und Aron                                                                                             | Franz Grundheber                                                                 | film TV                                |
| 2006 | The Ten Commandments: The Musical                                                                          | Val Kilmer                                                                       | musical                                |
| 2007 | Exodus | Daniel Percival Jack Greenhough (Mosè neonato) Stephen Greenhough (Mosè neonato) |                                        |
| 2007 | I dieci comandamenti (The Ten Commandments)                                                                | Christian Slater                                                                 |                                        |
| 2009 | Moses und Aron                                                                                             | Dale Duesing                                                                     | film TV                                |
| 2013 | Un popolo in cammino, puntata della miniserie televisiva La Bibbia (The Bible)                             | William Houston Joe Forte (Mosè giovane)                                         |                                        |
| 2014 | Son of God                                                                                                 | William Houston                                                                  |                                        |
| 2014 | Episodio 1 della serie HaYehudim Baim                                                                      | Yaniv Biton                                                                      |                                        |
| 2014 | Exodus - Dei e re (Exodus: Gods and Kings)                                                                 | Christian Bale                                                                   |                                        |
| 2015 | Os Dez Mandamentos                                                                                         |                                                                                  | telenovela                             |

## Musica
Mosè compare nell'opera lirica di Gioachino Rossini, Mosè in Egitto del 1818 e nel suo rifacimento francese Moïse et Pharaon, ou Le Passage de la mer Rouge del 1827, oltre che nell'opera Moses und Aron composta da Arnold Schoenberg tra il 1930 e il 1932. È inoltre protagonista di numerosi oratori, tra i quali quelli di Giovanni Paolo Colonna, Vincenzo de Grandis, Adolf Bernhard Marx, Max Bruch, Lorenzo Perosi e Marco Frisina.

### Fonti
1. ↑  Cfr. Dante, Inf. IV, 57, Moïsè legista e ubidente
2. ↑   Esodo 2,10, su La Parola - La Sacra Bibbia in italiano in Internet.
3. ↑  HAW Theological Wordbook of the Old Testament; cfr. anche  Meaning and etymology of the name Mosheh (archiviato dall'url originale il 28 aprile 2010)..
4. ↑  J. H. Breasted History of Egypt; Sigmund Freud, Mosè e il monoteismo, Milano, Pepe Diaz, 1952; J. Lehmann, F. Castel, Storia d'Israele e di Giuda, Cinisello Balsamo (Mi), Ed. Paoline, 1987
5. ↑  Mosè l'egiziano, Milano, Garzanti, 1987
6. ↑  Secondo la Chiesa cattolica Gesù dialogò con le anime dei defunti Mosè ed Elia.
7. ↑  (EN) Joshua J. Mark, Moses, su World History Encyclopedia. URL consultato il 22 febbraio 2025.
8. ↑   Let's Hear It From The Pharaohs: The Egyptian Story of Moses, su Museum of the Jewish People, 7 aprile 2020. URL consultato l'8 giugno 2024 (archiviato dall'url originale il 25 maggio 2024).
9. ↑  Kitchen 1994, pp. 100-3.
10. ↑  Vandenberg 1980, pp. 276–89, 294–313.
11. ↑   Dt 34, 1-8, su La Parola - La Sacra Bibbia in italiano in Internet.
12. ↑  La Bibbia, Edizioni Paoline, 1991, ISBN 88-215-1068-9.
13. ↑   Gv 1,45, su La Parola - La Sacra Bibbia in italiano in Internet.
14. ↑   Gv 5,45-47, su La Parola - La Sacra Bibbia in italiano in Internet.
15. ↑   Rm 10, 5, su La Parola - La Sacra Bibbia in italiano in Internet.
16. 1 2 3  Cfr. Mario Liverani, Oltre la Bibbia, Bari, Laterza, 2009
17. ↑  Vedi ad esempio  Sal105,26-27, su laparola.net.
18. ↑  Diodoro Siculo, Biblioteca Historica.
19. ↑  Strabone, Geografia
20. ↑  Gneo Pompeo Trogo, Historiae Philippicae.
21. 1 2  Tacito, Storie, Libro V, 3-5
22. ↑  Porfirio, Contro i cristiani
23. 1 2  Jan Assmann, Mosè l'egizio. Decifrazione di una traccia di memoria, 3ª ed., Milano, Adelphi, 2000, ISBN 978-88-459-1579-6.
24. 1 2  Flavio Giuseppe, In difesa degli ebrei: contro Apione, traduzione di Francesca Calabi, Introduzione, Note al testo, Nota bibliografica di Francesca Calabi, testo greco a fronte, Venezia, Marsilio, 1993, ISBN 88-317-5687-7.
25. ↑  Midrash Rabbah, Ki Thissa, XL. 3-3, Lehrman, p. 463
26. ↑   Es7,7, su laparola.net.
27. ↑   Es2,4, su laparola.net.
28. ↑   Nm12,1, su laparola.net.
29. ↑  La Bibbia, Edizioni Paoline, 1991, p. 183, ISBN 88-215-1068-9. (cfr anche: Bibbia di Gerusalemme, EDB, 2011, p. 128, ISBN 978-88-10-82031-5.).
30. ↑  Giuseppe Flavio, Antichità Giudaiche, cap. 10
31. ↑  Bibbia di Gerusalemme, EDB, 2011, p. 128, ISBN 978-88-10-82031-5.
32. ↑  Bibbia TOB, Elle Di Ci Leumann, 1997, p. 139, ISBN 88-01-10612-2.
33. ↑   At7,22, su laparola.net.
34. ↑   Es11,3, su laparola.net.
35. ↑  Mircea Eliade, Storia delle credenze e delle idee religiose, vol. I, Firenze, Sansoni, p. 198
36. ↑   Es3,6, su laparola.net.
37. ↑   Es4,3, su laparola.net.
38. ↑   Es4,10, su laparola.net.
39. ↑   Es4,13, su laparola.net.
40. ↑   Es11,8, su laparola.net.
41. ↑   Nm12,3, su laparola.net.
42. ↑   Dt34,10, su laparola.net.
43. ↑  Bibbia TOB, Elle Di Ci Leumann, 1997, p. 138, ISBN 88-01-10612-2.
44. ↑  Raymond E. Brown, Joseph A. Fitzmyer, Roland E. Murphy, Nuovo Grande Commentario Biblico, Queriniana, 2002, p. 59, ISBN 88-399-0054-3.
45. ↑   Es2,16-22, su laparola.net.
46. ↑   Es3,1-6, su laparola.net.
47. ↑   Es3,8, su laparola.net.
48. ↑   Es3,14, su laparola.net.
49. ↑   Es4,3-9, su laparola.net.
50. ↑   Es4,14-16, su laparola.net.
51. ↑   Es4,24, su laparola.net.
52. ↑   Gn17,10, su laparola.net.
53. ↑   Es4,27-28, su laparola.net.
54. ↑   Es4,29-31, su laparola.net.
55. ↑   Es5,1-9, su laparola.net.
56. ↑   Es5,14, su laparola.net.
57. ↑   Es5,20-21, su laparola.net.
58. ↑   Es7,10-12, su laparola.net.
59. ↑   Es7,20-25, su laparola.net.
60. ↑   Es8,1-5, su laparola.net.
61. ↑   Es8,13-15, su laparola.net.
62. ↑   Es8,20-28, su laparola.net.
63. ↑   Es9,10-12, su laparola.net.
64. ↑   Es9,23-34, su laparola.net.
65. ↑   Es10,13-15, su laparola.net.
66. ↑   Es10,22-29, su laparola.net..
67. ↑   Es12,29-30, su laparola.net.
68. ↑   Es12,31-35, su laparola.net.
69. ↑   Gn50,25, su laparola.net.
70. ↑   Es13,17, su laparola.net.
71. ↑   Es13,21-22, su laparola.net.
72. ↑   Es14,5-9, su laparola.net.
73. ↑   Es14,19-20, su laparola.net.
74. ↑   Es14,21-28, su laparola.net.
75. ↑  I grandi libri della Religione, vol. XIII, Mondadori, p. 346
76. ↑   Es15,23-25, su laparola.net.
77. ↑   Es16,31, su laparola.net.
78. ↑   Es16, su laparola.net.
79. ↑   Es17,1-7, su laparola.net.
80. ↑   Es17,8-13, su laparola.net.
81. ↑   Es18,1-27, su laparola.net.
82. ↑   Es19,18, su laparola.net.
83. ↑   Es31,18, su laparola.net.
84. ↑   Es32,25, su laparola.net.
85. ↑   Es32,28, su laparola.net.
86. ↑   Nm4,46-48, su laparola.net.
87. ↑   Nm11,1-3, su laparola.net.
88. ↑   Nm11,20, su laparola.net.
89. ↑   Lv13,4, su laparola.net.
90. ↑   Nm16,1-3, su laparola.net.
91. ↑   Nm17,3;Nm17,23, su laparola.net.
92. ↑   Nm20,1, su laparola.net.
93. ↑   Nm20,7-8, su laparola.net.
94. ↑   Nm20,10-12, su laparola.net.
95. ↑   Nm20,14-21, su laparola.net.
96. ↑   Lv21,11, su laparola.net.
97. ↑   Nm20,27-28, su laparola.net.
98. ↑   Nm21,1-3, su laparola.net.
99. ↑   Nm21,4-9, su laparola.net.
100. ↑  Per Sicon vedi Nm21,21-25; Dt2,24-34, su laparola.net.
101. ↑  Vedi capitolo 22, 23, 24 del libro dei NUMERI
102. ↑   Dt1,6-3,29, su laparola.net.
103. ↑   Dt6-10, su laparola.net.
104. ↑   Dt33, su laparola.net.
105. ↑  Giuseppe Flavio, Antichità Giudaiche cap. 9
106. ↑  Chiara de Capoa, Episodi e personaggi della Bibbia, gruppo editoriale l'Espresso, p. 19
107. ↑  Giuseppe Flavio, Antichità Giudaiche cap. 10
108. ↑  Numeri 12,1
109. ↑  Giuseppe Flavio, Antichità Giudaiche, Libro IV, cap. 8
110. ↑  Cfr. William Albright (1891-1971) in Moses, riportato nella Encyclopædia Britannica. Encyclopædia Britannica Online
111. ↑  William G. Dever (2001). What Did the Biblical Writers Know and When Did They Know It?: What Archeology Can Tell Us About the Reality of Ancient Israel. Wm. B. Eerdmans Publishing. p. 99. ISBN 978-0-8028-2126-3. A Moses-like figure may have existed somewhere in southern Transjordan in the mid-late 13th century B.C., where many scholars think the biblical traditions concerning the god Yahweh arose.
112. ↑  Robert D. Miller II, (2013). Illuminating Moses: A History of Reception from Exodus to the Renaissance, Leiden, Brill, pp. 21, 24. ISBN 978-90-04-25854-9. Van Seters concluded, 'The quest for the historical Moses is a futile exercise. He now belongs only to legend.' ... "None of this means that there is not a historical Moses and that the tales do not include historical information. But in the Pentateuch, history has become memorial. Memorial revises history, reifies memory, and makes myth out of history.
113. ↑   William G. Dever, What Remains of the House That Albright Built?, in The Biblical Archaeologist, vol. 56, n. 1, University of Chicago Press, 1993,  pp. 25-35, DOI:10.2307/3210358, ISSN 0006-0895 (WC · ACNP), JSTOR 3210358.
«the overwhelming scholarly consensus today is that Moses is a mythical figure»
114. ↑  (EN) Jan Assmann, Moses the Egyptian, Harvard University Press, 15 ottobre 1998,  pp. 2, 11, ISBN 978-0-674-58739-7. URL consultato il 14 giugno 2021.
115. ↑  (EN) Archeology of the Hebrew Bible, su pbs.org. URL consultato il 14 giugno 2021.
116. ↑  (EN) Megan Bishop Moore e Brad E. Kelle, Biblical History and Israel's Past: The Changing Study of the Bible and History, Wm. B. Eerdmans Publishing, 17 maggio 2011, ISBN 978-0-8028-6260-0. URL consultato il 14 giugno 2021.
117. ↑   Moses - Oxford Biblical Studies Online, su oxfordbiblicalstudies.com. URL consultato il 14 giugno 2021.
118. ↑  (EN) Carol Meyers, Exodus, Cambridge University Press, 11 luglio 2005,  pp. 5-6, ISBN 978-0-521-00291-2. URL consultato il 14 giugno 2021.
119. ↑  (EN) The Oxford Companion to World Mythology, Oxford University Press, 2005,  pp.  270.-271, ISBN 978-0-19-515669-0.
120. ↑  (EN) Illuminating Moses: A History of Reception from Exodus to the Renaissance, BRILL, 21 novembre 2013,  pp. 21, 24, ISBN 978-90-04-25854-9. URL consultato il 14 giugno 2021.
121. ↑  
«The quest for the historical Moses is a futile exercise. He now belongs only to legend»
(John Van Seters, «Moses», in Encyclopedia of Religions, vol. 9, New York, MacMillan, 2005, p. 6199)
122. ↑   Timothy D. Finlay, The Birth Report Genre in the Hebrew Bible, Forschungen zum Alten Testament, vol. 12, Mohr Siebeck, 2005,  p. 236, ISBN 978-3-16-148745-3.
123. 1 2 3 4 5 6 7 8  Sigmund Freud, L'uomo Mosè e la religione monoteistica: tre saggi (1934-1938), in: Opere, vol. XI, Torino, Boringhieri, 1976–1980.
124. ↑   Salmo 104, su La Parola - La Sacra Bibbia in italiano in Internet.
125. ↑   Da Akhenaton a Mosè, non avrai altro dio, su LaStampa.it. URL consultato il 21 gennaio 2017.
126. ↑  (EN) Did Akhenaten’s Monotheism Influence Moses?, su The BAS Library, 31 agosto 2015. URL consultato il 14 giugno 2021.
127. ↑  Redford 1997.
128. ↑  (DE)  Ernst Sellin, Mose und seine Bedeutung für die israelitisch-jüdische Religionsgeschichte, Erlangen, Werner Scholl, 1922.
129. ↑   At7,20-44, su laparola.net.
130. ↑   Eb3,3-6, su laparola.net.
131. 1 2   Mt5,17, su laparola.net.
132. ↑   Es1,22, su laparola.net.
133. ↑   Mt2,16, su laparola.net.
134. ↑   Es12,5-6.13, su laparola.net.
135. ↑   Gv19,33.36, su laparola.net.
136. ↑   Es12,31-32, su laparola.net.
137. ↑   Ef2,5, su laparola.net.
138. ↑   Ro6,23, su laparola.net.
139. ↑   Es14,22, su laparola.net.
140. ↑   Es16,14-15, su laparola.net.
141. ↑   Gv6,31-33, su laparola.net.
142. ↑   Nm21,8, su laparola.net.
143. ↑   Gv3,14-15, su laparola.net.
144. ↑  Raymond E. Brown, The Birth of the Messiah, Doubleday, 1993, pp. 29, 36, 48, 107-119, 138, 154, 175, 193-196, 206-217, 227-228, 298, 543, 559-560, 586, 598-600, ISBN 0-385-47202-1.
145. ↑  John Dominic Crossan, Gesù una biografia rivoluzionaria, Ponte alle Grazie, 1994, pp. 40-46, 50-51, ISBN 88-7928-270-0.
146. ↑  Rudolf Bultmann, Storia dei vangeli sinottici, EDB, 2016, p. 293, ISBN 978-88-10-55850-8.
147. ↑  I grandi libri della Religione, vol. XIII, Mondadori, p. 363.
148. ↑   Dt 34,5-8, su La Parola - La Sacra Bibbia in italiano in Internet.
149. 1 2   Luigi Michele de Palma, Michele, il diavolo e la morte di Mosè (Gd 9) su un capitello di San Michele Maggiore a Pavia. URL consultato il 12 febbraio 2025.
150. ↑   Es34,29, su La Parola - La Sacra Bibbia in italiano in Internet.
151. ↑   Roberto Mori, Il personaggio di Mosè nell'opera parafrastica di Sedulio, in F. Gasti - M. Cutino (a cura di), "Poesia e teologia nella produzione latina dei secoli IV-V", Pavia, 2015, pp. 59-72.. URL consultato il 7 febbraio 2025.